# Chińska Republika Ludowa na Letnich Igrzyskach Olimpijskich 2020
Chiny na Letnich Igrzyskach Olimpijskich 2020 reprezentowało 410 zawodników: 125 mężczyzn i 285 kobiet. Był to 11 start reprezentacji Chin na letnich igrzyskach olimpijskich.

## Zdobyte medale[3]
| Medal  | Zawodnik                                                                                              | Dyscyplina             | Konkurencja                                      | Rezultat                                                                          | Data           |
| ------ | --- | ---------------------- | ------------------------------------------------ | --------------------------------------------------------------------------------- | -------------- |
| Złoto  | Yang Qian                                                                                             | Strzelectwo            | karabin pneumatyczny 10 m kobiet                 | 251,8 pkt                                                                         | 24 lipca       |
| Złoto  | Hou Zhihui                                                                                            | Podnoszenie ciężarów   | kategoria do 49 kg kobiet                        | 210 kg                                                                            | 24 lipca       |
| Złoto  | Sun Yiwen                                                                                             | Szermierka             | szpada kobiet indywidualnie                      | W finale pokonała reprezentantkę Rumunii Ana Maria Popescu                        | 24 lipca       |
| Złoto  | Shi Tingmao, Wang Han                                                                                 | Skoki do wody          | trampolina 3 m synchronicznie kobiet             | 326,40 pkt                                                                        | 25 lipca       |
| Złoto  | Li Fabin                                                                                              | Podnoszenie ciężarów   | kategoria do 61 kg mężczyzn                      | 313 kg                                                                            | 25 lipca       |
| Złoto  | Chen Lijun                                                                                            | Podnoszenie ciężarów   | kategoria do 67 kg mężczyzn                      | 332 kg                                                                            | 25 lipca       |
| Złoto  | Jiang Ranxin, Pang Wei                                                                                | Strzelectwo            | pistolet pneumatyczny 10 m duety mieszane        | W pojedynku o złoty medal pokonali mikst Bacaraszkina / Czernousow                | 27 lipca       |
| Złoto  | Chen Yuxi, Zhang Jiaqi                                                                                | Skoki do wody          | wieża 10 m kobiet synchronicznie                 | 363,78 pkt                                                                        | 27 lipca       |
| Złoto  | Yang Qian, Yang Haoran                                                                                | Strzelectwo            | karabin pneumatyczny 10 m duety mieszane         | W pojedynku o złoty medal pokonali mikst Stanów Zjednoczonych Tucker / Kozeniesky | 27 lipca       |
| Złoto  | Chen Yunxia, Zhang Ling, Lü Yang, Cui Xiaotong                                                        | Wioślarstwo            | W4x (czwórka podwójna) kobiet                    | 6:05,13                                                                           | 28 lipca       |
| Złoto  | Wang Zongyuan, Xie Siyi                                                                               | Skoki do wody          | trampolina 3 m synchronicznie mężczyzn           | 467,82 pkt                                                                        | 28 lipca       |
| Złoto  | Shi Zhiyong                                                                                           | Podnoszenie ciężarów   | kategoria do 73 kg mężczyzn                      | 364 kg                                                                            | 28 lipca       |
| Złoto  | Zhang Yufei                                                                                           | Pływanie               | 200 m stylem motylkowym kobiet                   | 2:03,86                                                                           | 29 lipca       |
| Złoto  | Yang Junxuan, Tang Muhan, Zhang Yufei, Li Bingjie, Zhang Yifan, Dong Jie                              | Pływanie               | sztafeta 4 × 200 m stylem dowolnym kobiet        | 7:40,33                                                                           | 29 lipca       |
| Złoto  | Chen Meng                                                                                             | Tenis stołowy          | gra pojedyncza kobiet                            | W finale pokonała rodaczkę Sun Yingsha                                            | 29 lipca       |
| Złoto  | Wang Shun                                                                                             | Pływanie               | 200 m stylem zmiennym mężczyzn                   | 1:55,00                                                                           | 30 lipca       |
| Złoto  | Zhu Xueying                                                                                           | Skoki na trampolinie   | kobiety indywidualnie                            | 56,635 pkt                                                                        | 30 lipca       |
| Złoto  | Wang Yilyu, Huang Dongping                                                                            | Badminton              | gra mieszana                                     | W finale pokonali rodaków Zheng Siwei / Huang Yaqiong                             | 30 lipca       |
| Złoto  | Ma Long                                                                                               | Tenis stołowy          | gra pojedyncza mężczyzn                          | W finale pokonał rodaka Fan Zhendong                                              | 30 lipca       |
| Złoto  | Yunxiu Lu                                                                                             | Żeglarstwo             | Windsurfing RS:X kobiet                          | 36 pkt                                                                            | 31 lipca       |
| Złoto  | Lü Xiaojun                                                                                            | Podnoszenie ciężarów   | kategoria do 81 kg mężczyzn                      | 374 kg                                                                            | 31 lipca       |
| Złoto  | Gong Lijiao                                                                                           | Lekkoatletyka          | pchnięcie kulą kobiet                            | 20,58 m                                                                           | 1 sierpnia     |
| Złoto  | Shi Tingmao                                                                                           | Skoki do wody          | trampolina 3 m kobiet                            | 383,50 pkt                                                                        | 1 sierpnia     |
| Złoto  | Chen Yufei                                                                                            | Badminton              | gra pojedyncza kobiet                            | W finale pokonała reprezentantkę Tajwanu Tai Tzu-ying                             | 1 sierpnia     |
| Złoto  | Wang Zhouyu                                                                                           | Podnoszenie ciężarów   | kategoria do 87 kg kobiet                        | 270 kg                                                                            | 2 sierpnia     |
| Złoto  | Liu Yang                                                                                              | Gimnastyka sportowa    | ćwiczenia na kółkach mężczyzn                    | 15,500 pkt                                                                        | 2 sierpnia     |
| Złoto  | Zhang Changhong                                                                                       | Strzelectwo            | karabin małokalibrowy trzy postawy 50 m mężczyzn | 466,0 pkt ,                                                                       | 2 sierpnia     |
| Złoto  | Bao Shanju, Zhong Tianshi                                                                             | Kolarstwo torowe       | sprint drużynowy kobiet                          | W finale pokonały drużynę Niemcy                                                  | 2 sierpnia     |
| Złoto  | Li Wenwen                                                                                             | Podnoszenie ciężarów   | kategoria powyżej 87 kg kobiet                   | 320 kg                                                                            | 2 sierpnia     |
| Złoto  | Xie Siyi                                                                                              | Skoki do wody          | trampolina 3 m mężczyzn                          | 558,75 pkt                                                                        | 3 sierpnia     |
| Złoto  | Zou Jingyuan                                                                                          | Gimnastyka sportowa    | ćwiczenia na poręczach mężczyzn                  | 16,233 pkt                                                                        | 3 sierpnia     |
| Złoto  | Guan Chenchen                                                                                         | Gimnastyka sportowa    | ćwiczenia na równoważni kobiet                   | 14,633 pkt                                                                        | 3 sierpnia     |
| Złoto  | Quan Hongchan                                                                                         | Skoki do wody          | wieża 10 m kobiet                                | 466,20 pkt                                                                        | 5 sierpnia     |
| Złoto  | Chen Meng, Sun Yingsha, Wang Manyu                                                                    | Tenis stołowy          | turniej drużynowy kobiet                         | W finale pokonały drużynę Japonii                                                 | 5 sierpnia     |
| Złoto  | Fan Zhendong, Ma Long, Xu Xin                                                                         | Tenis stołowy          | turniej drużynowy mężczyzn                       | W finale pokonali drużynę Niemiec                                                 | 6 sierpnia     |
| Złoto  | Liu Shiying                                                                                           | Lekkoatletyka          | rzut oszczepem kobiet                            | 66,34 m                                                                           | 6 sierpnia     |
| Złoto  | Xu Shixiao, Sun Mengya                                                                                | Kajakarstwo            | C-2 500 m kobiet                                 | 1:55,495                                                                          | 7 sierpnia     |
| Złoto  | Cao Yuan                                                                                              | Skoki do wody          | wieża 10 m mężczyzn                              | 582,35 pkt                                                                        | 7 sieprnia     |
| Srebro | Sheng Lihao                                                                                           | Strzelectwo            | karabin pneumatyczny 10 m mężczyzn               | 250,9 pkt                                                                         | 25 lipca       |
| Srebro | Zhang Yufei                                                                                           | Pływanie               | 100 m stylem motylkowym kobiet                   | 55,64 s                                                                           | 26 lipca       |
| Srebro | Cao Yuan, Chen Aisen                                                                                  | Skoki do wody          | wieża 10 m synchronicznie mężczyzn               | 470,58 pkt                                                                        | 26 lipca       |
| Srebro | Liao Qiuyun                                                                                           | Podnoszenie ciężarów   | kategoria do 55 kg kobiet                        | 223 kg                                                                            | 26 lipca       |
| Srebro | Liu Shiwen, Xu Xin                                                                                    | Tenis stołowy          | gra mieszana                                     | W finale ulegli parze japońskiej Itō / Mizutani                                   | 26 lipca       |
| Srebro | Xiao Ruoteng                                                                                          | Gimnastyka sportowa    | wielobój indywidualnie mężczyzn                  | 88,065 pkt                                                                        | 30 lipca       |
| Srebro | Sun Yingsha                                                                                           | Tenis stołowy          | gra pojedyncza kobiet                            | W finale uległa rodaczce Chen Meng                                                | 29 lipca       |
| Srebro | Liu Lingling                                                                                          | Skoki na trampolinie   | skoki kobiet                                     | 56,350 pkt                                                                        | 30 lipca       |
| Srebro | Zheng Siwei, Huang Yaqiong                                                                            | Badminton              | gra mieszana                                     | W finale rodakom Wang Yilyu / Huang Dongping                                      | 30 lipca       |
| Srebro | Fan Zhendong                                                                                          | Tenis stołowy          | gra pojedyncza mężczyzn                          | W finale uległ rodakowi Ma Long                                                   | 30 lipca       |
| Srebro | Xu Jiayu, Yan Zibei, Zhang Yufei, Yang Junxuan                                                        | Pływanie               | sztafeta 4 × 100 m stylem zmiennym mieszana      | 3:38,86                                                                           | 31 lipca       |
| Srebro | Dong Dong                                                                                             | Skoki na trampolinie   | skoki mężczyzn                                   | 61,235 pkt                                                                        | 31 lipca       |
| Srebro | Li Junhui, Liu Yuchen                                                                                 | Badminton              | gra podwójna mężczyzn                            | W finale ulegli reprezentantom Tajwanu Lee Yang / Wang Chi-lin                    | 31 lipca       |
| Srebro | Wang Han                                                                                              | Skoki do wody          | trampolina 3 m kobiet                            | 348,75 pkt                                                                        | 1 sierpnia     |
| Srebro | Chen Qingchen, Jia Yifan                                                                              | Badminton              | gra podwójna kobiet                              | W finale ulegli reprezentantkom Indonezji Polii / Rahayu                          | 2 sierpnia     |
| Srebro | You Hao                                                                                               | Gimnastyka sportowa    | ćwiczenia na kółkach mężczyzn                    | 15,300 pkt                                                                        | 2 sierpnia     |
| Srebro | Chen Long                                                                                             | Badminton              | gra pojedyncza mężczyzn                          | W finale uległ reprezentantowi Danii Viktor Axelsen                               | 2 sierpnia     |
| Srebro | Liu Hao, Zheng Pengfei                                                                                | Kajakarstwo            | C-2 1000 m mężczyzn                              | 3:25,198                                                                          | 3 sierpnia     |
| Srebro | Wang Zongyuan                                                                                         | Skoki do wody          | trampolina 3 m mężczyzn                          | 534,90 pkt                                                                        | 3 sierpnia     |
| Srebro | Tang Xijing                                                                                           | Gimnastyka sportowa    | ćwiczenia na równoważni kobiet                   | 14,233 pkt                                                                        | 3 sierpnia     |
| Srebro | Wang Zheng                                                                                            | Lekkoatletyka          | rzut młotem kobiet                               | 77,03 m                                                                           | 3 sierpnia     |
| Srebro | Huang Xuechen, Sun Wenyan                                                                             | Pływanie synchroniczne | duety kobiet                                     | 192,4499 pkt                                                                      | 4 sierpnia     |
| Srebro | Zhu Yaming                                                                                            | Lekkoatletyka          | trójskok mężczyzn                                | 17,57 m                                                                           | 5 sierpnia     |
| Srebro | Chen Yuxi                                                                                             | Skoki do wody          | wieża 10 m kobiet                                | 425,40 pkt                                                                        | 5 sierpnia     |
| Srebro | Pang Qianyu                                                                                           | Zapasy                 | kategoria do 53 kg kobiet styl wolny             | W finale uległa reprezentantce Japonii Mayu Mukaida                               | 6 sierpnia     |
| Srebro | Yin Xiaoyan                                                                                           | Karate                 | kumite kobiet kategoria do 61 kg                 | W finale uległa reprezentantce Serbii Jovana Preković                             | 6 sierpnia     |
| Srebro | Liu Hao                                                                                               | Kajakarstwo            | C-1 1000 m mężczyzn                              | 4:05,724                                                                          | 7 sierpnia     |
| Srebro | Gu Hong                                                                                               | Boks                   | waga półśrednia kobiet                           | W finale uległa reprezentantce Turcji Busenaz Sürmeneli                           | 7 sierpnia     |
| Srebro | Yang Jian                                                                                             | Skoki do wody          | Wieża 10 m mężczyzn                              | 580,40 pkt                                                                        | 7 sierpnia     |
| Srebro | Feng Yu, Guo Li, Huang Xuechen, Liang Xinping, Sun Wenyan, Wang Qianyi, Xiao Yanning, Yin Chengxin    | Pływanie synchroniczne | drużynowo kobiety                                | 193,5310 pkt                                                                      | 7 sierpnia     |
| Srebro | Sun Yanan                                                                                             | Zapasy                 | Kategoria do 50 kg kobiet styl wolny             | W finale uległa reprezentantce Japonii Yui Susaki                                 | 7 sierpnia     |
| Srebro | Li Qian                                                                                               | Boks                   | waga średnia kobiet                              | W finale uległa reprezentantce Wielkiej Brytanii Lauren Price                     | 8 sierpnia     |
| Brąz   | Pang Wei                                                                                              | Strzelectwo            | pistolet pneumatyczny 10 m mężczyzn              | 217,6 pkt                                                                         | 24 lipca       |
| Brąz   | Jiang Ranxin                                                                                          | Strzelectwo            | pistolet pneumatyczny 10 m kobiet                | 218,0 pkt                                                                         | 25 lipca       |
| Brąz   | Yang Haoran                                                                                           | Strzelectwo            | karabin pneumatyczny 10 m mężczyzn               | 229,4 pkt                                                                         | 25 lipca       |
| Brąz   | Shuai Zhao                                                                                            | Taekwondo              | kategoria do 68 kg mężczyzn                      | W pojedynku o brązowy medal pokonał reprezentanta Korei Południowej Lee Dae-hoon  | 25 lipca       |
| Brąz   | Li Bingjie                                                                                            | Pływanie               | 400 m stylem dowolnym kobiet                     | 4:01,08                                                                           | 26 lipca       |
| Brąz   | Meng Wei                                                                                              | Strzelectwo            | skeet kobiet                                     | 46 pkt                                                                            | 26 lipca       |
| Brąz   | Lin Chaopan, Sun Wei, Xiao Ruoteng, Zou Jingyuan                                                      | Gimnastyka sportowa    | wielobój drużynowy mężczyzn                      | 261,894 pkt                                                                       | 26 lipca       |
| Brąz   | Liu Zhiyu, Zhang Liang                                                                                | Wioślarstwo            | M2x (dwójka podwójna) mężczyzn                   | 6:03,63                                                                           | 28 lipca       |
| Brąz   | Wan Jiyuan, Wang Lili, Yang Shuyu, Zhang Zhiting                                                      | Koszykówka             | turniej 3 × 3 kobiet                             | W pojedynku o brązowy medal pokonały drużynę Francji                              | 28 lipca       |
| Brąz   | Wang Zifeng, Wang Yuwei, Xu Fei, Miao Tian, Zhang Min, Ju Rui, Li Jingjing, Guo Linlin, Zhang Dechang | Wioślarstwo            | W8x (ósemka) kobiet                              | 6:01,21                                                                           | 30 lipca       |
| Brąz   | Xiao Jiaruixuan                                                                                       | Strzelectwo            | pistolet sportowy 25 m kobiet                    | 29 pkt                                                                            | 30 lipca       |
| Brąz   | Kun Bi                                                                                                | Żeglarstwo             | windsurfing RS:X mężczyzn                        | 75 pkt                                                                            | 31 lipca       |
| Brąz   | Xiao Ruoteng                                                                                          | Gimnastyka sportowa    | ćwiczenia wolne mężczyzn                         | 14,766                                                                            | 1 sierpnia     |
| Brąz   | Li Yuehong                                                                                            | Strzelectwo            | pistolet szybkostrzelny 25 m mężczyzn            | 26 pkt                                                                            | 2 sierpnia     |
| Brąz   | Walihan Sailike                                                                                       | Zapasy                 | kategoria do 60 kg mężczyzn styl klasyczny       | W pojedynku o brązowy medal pokonał reprezentanta Ukrainy Lenura Tiemirowa        | 2 sierpnia     |
| Brąz   | Zhou Qian                                                                                             | Zapasy                 | kategoria do 76 kg kobiet styl wolny             | W pojedynku o brązowy medal pokonała reprezentantkę Japonii Hiroe Suzuki          | 2 sierpnia     |
| Brąz   | Liu Hong                                                                                              | Lekkoatletyka          | chód na 20 km kobiet                             | 1:29:57                                                                           | 6 sierpnia     |
| Brąz   | Gong Li                                                                                               | Karate                 | Kumite waga do 61 kg kobiet                      | W półfinale uległa reprezentantce Azerbejdżanu Iryna Zarecka                      | 7 sierpnia     |
| Brąz   | Tang Xingqiang, Xie Zhenye, Su Bingtian, Wu Zhiqiang                                                  | Lekkoatletyka          | sztafeta 4 × 100 m mężczyzn                      | 37,79 s                                                                           | 22 maraca 2022 |

## Skład kadry

### Badminton
| Zawodnik                  | Konkurencja        | Faza grupowa                              | Faza grupowa                                   | Faza grupowa                                         | Pozycja | 1/8                        | Ćwierćfinały                                  | Półfinały                                         | Finał                                               | Finał   | Źródło                     |
| Zawodnik                  | Konkurencja        | Przeciwnik Wynik                          | Przeciwnik Wynik                               | Przeciwnik Wynik                                     | Pozycja | Przeciwnik Wynik           | Przeciwnik Wynik                              | Przeciwnik Wynik                                  | Przeciwnik Wynik                                    | Pozycja | Źródło                     |
| ------------------------- | ------------------ | ----------------------------------------- | ---------------------------------------------- | ---------------------------------------------------- | ------- | -------------------------- | --------------------------------------------- | ------------------------------------------------- | --------------------------------------------------- | ------- | -------------------------- |
| Chen Long                 | gra pojedyncza (m) | Must 2:0 (21-10, 21-9)                    | Abián 2:0 (21-11, 21-10)                       | N\A                                                  | 1.      | Bye                        | Chou Tien-chen 2:1 (21-14, 9-21, 21-14)       | Ginting 2:0 (21-16, 21-11)                        | Axelsen 0:2 (15-21, 12-21)                          | srebro  | [ 5 ] [ 6 ] [ 7 ]          |
| Shi Yuqi                  | gra pojedyncza (m) | Abela 2:0 (21-8, 21-9)                    | Opti odwołany                                  | N\A                                                  | 1.      | Christie 2:0 (21-11, 21-9) | Axelsen 0-2 (13-21, 13-21)                    | NQ                                                | NQ                                                  | 5.      | [ 5 ] [ 6 ] [ 7 ]          |
| Chen Yufei                | gra pojedyncza (k) | Doha Hany 2:0 (21-5, 21-3)                | Yiğit 2:0 (21-14, 21-9)                        | N\A                                                  | 1.      | Bye                        | An Se-young 2:0 (21-18, 21-19)                | He Bingjiao 2:1 (21-16, 13-21, 21-12)             | Tai Tzu-ying 2:1 (21-18, 19-21, 21-18)              | złoto   | [ 5 ] [ 6 ] [ 8 ]          |
| He Bingjiao               | gra pojedyncza (k) | Razzaq 2:0 (21-6, 21-3)                   | Aghaei 2:0 (21-11, 21-3)                       | N\A                                                  | 1.      | Zhang 0:1 (14-21, 9-7)     | Okuhara 2:1 (13-21, 21-13, 21-14)             | Chen Yufei 1:2 (8-21, 9-21)                       | Sindhu 0:2 (13-21, 15-21)                           | 4.      | [ 5 ] [ 6 ] [ 8 ]          |
| Li Junhui Liu Yuchen      | gra podwójna (m)   | P. Chew R. Chew 2:0 (21-9, 21-17)         | Lamsfuß Seidel 2:0 (21-14, 21-13)              | Kamura Sonoda 2:0 (21-14, 21-16)                     | 1.      | N/A                        | Astrup Rasmussen 2:1 (12-21, 21-14, 21-19)    | Aaron Chia Soh Wooi Yik 2:0 (24-22, 21-13)        | Lee Yang Wang Chi-lin 0:2 (18-21, 12-21)            | srebro  | [ 9 ] [ 5 ] [ 10 ] [ 11 ]  |
| Chen Qingchen Jia Yifan   | gra podwójna (k)   | Kititharakul Prajongjai 2:0 (21-6, 21-10) | G. Stoеwa S. Stoеwa 2:0 (21-18, 21-15)         | Kim So-yeong Kong Hee-yong 2:1 (19-21, 21-16, 21-14) | 1.      | N/A                        | Fukushima Hirota 2:1 (18-21, 21-10, 21-10)    | Kim So-yeong Kong Hee-yong 2:0 (21-15, 21-11)     | Polii Rahayu 0:2 (19-21, 15-21)                     | srebro  | [ 9 ] [ 12 ] [ 10 ] [ 13 ] |
| Du Yue Li Yinhui          | gra podwójna (k)   | Fruergaard Thygesen 2:0 (21-13, 21-15)    | Mapasa Somerville 2:0 (21-9, 21-12)            | Lee So-hee Shin Seung-chan 0:2 (19-21, 12-21)        | 2.      | N/A                        | Polii Rahayu 1:2 (15-21, 22-20, 17-21)        | NQ                                                | NQ                                                  | 5.      | [ 9 ] [ 12 ] [ 10 ] [ 13 ] |
| Wang Yilyu Huang Dongping | mikst              | Lamsfuß Lohau 2:0 (24-22, 21-17)          | Tang Chun Man Tse Ying Suet 2:0 (21-12, 21-18) | Chan Peng Soon Goh Liu Ying 2:0 (21-13, 21-19)       | 1.      | N/A                        | Seo Seung-jae Chae Yoo-jung 2:0 (21-9, 21-16) | Yūta Watanabe Higashino 2:1 (21-23, 21-15, 21-14) | Zheng Siwei Huang Yaqiong 2:1 (21-17, 17-21, 21-19) | złoto   | [ 9 ] [ 5 ] [ 12 ] [ 14 ]  |
| Zheng Siwei Huang Yaqiong | mikst              | Elgamal Hany 2:0 (21-5, 21-10)            | Tabeling Piek 2:0 (21-15, 22-20)               | Seo Seung-jae Chae Yoo-jung 2:0 (21-14, 21-17)       | 1.      | N/A                        | Jordan Oktavianti 2:0 (21-17, 21-15)          | Tang Chun Man Tse Ying Suet 2:0 (21-16, 21-12)    | Wang Yilyu Huang Dongping 1:2 (17-21, 21-17, 19-21) | srebro  | [ 9 ] [ 5 ] [ 12 ] [ 14 ]  |

### Boks
| Zawodnik                   | Konkurencja             | 1/16               | 1/8              | Ćwierćfinał      | Półfinał              | Finał            | Finał   | Źródło |
| Zawodnik                   | Konkurencja             | Przeciwnik Wynik   | Przeciwnik Wynik | Przeciwnik Wynik | Przeciwnik Wynik      | Przeciwnik Wynik | Miejsce | Źródło |
| -------------------------- | ----------------------- | ------------------ | ---------------- | ---------------- | --------------------- | ---------------- | ------- | ------ |
| Hu Jianguan                | waga musza mężczyzn     | Alachwerdowi W 5-0 | Tanaka P 1-3     | NQ               | NQ                    | NQ               | 8.      | [ 15 ] |
| Tuohetaerbieke Tanglatihan | waga średnia mężczyzn   | Kumar W 5-0        | Conceição P 2-3  | NQ               | NQ                    | NQ               | 9.      | [ 16 ] |
| Chen Daxiang               | waga półciężka mężczyzn | Negmatulloev W 4-0 | Machado P 0-5    | NQ               | NQ                    | NQ               | 9.      | [ 17 ] |
| Chang Yuan                 | waga musza kobiet       | Bye                | Davison W 5-0    | Petrowa P 1-4    | NQ                    | NQ               | 5.      | [ 18 ] |
| Gu Hong                    | waga półśrednia kobiet  | Bye                | Manikon W 5-0    | Panguana W 5-0   | Jones W 4-1           | Sürmeneli P 0-3  | srebro  | [ 19 ] |
| [[]]                       | waga średnia kobiet     | N/A                | O’Rourke W 5-0   | Rani W 5-0       | Magomiedalijewa W 5-0 | Price P 0-5      | srebro  | [ 20 ] |

### Gimnastyka
Mężczyźni
| Zawodnik     | Konkurencja        | Kwalifikacje | Kwalifikacje | Kwalifikacje | Kwalifikacje | Kwalifikacje | Kwalifikacje | Kwalifikacje | Finał    | Finał    | Finał    | Finał    | Finał    | Finał    | Finał   | Pozycja | Źródło |
| Zawodnik     | Konkurencja        | Przyrząd     | Przyrząd     | Przyrząd     | Przyrząd     | Przyrząd     | Przyrząd     | Razem        | Przyrząd | Przyrząd | Przyrząd | Przyrząd | Przyrząd | Przyrząd | Razem   | Pozycja | Źródło |
| Zawodnik     | Konkurencja        | F            | PH           | R            | V            | PB           | HB           | Razem        | F        | PH       | R        | V        | PB       | HB       | Razem   | Pozycja | Źródło |
| ------------ | ------------------ | ------------ | ------------ | ------------ | ------------ | ------------ | ------------ | ------------ | -------- | -------- | -------- | -------- | -------- | -------- | ------- | ------- | ------ |
| Lin Chaopan  | wielobój drużynowy | 13,966       | 14,100       | 13,433       | 14,666       | 14,733       | 14,200       | 85,098       | 13,166   | N/A      | N/A      | 14,733   | N/A      | 14,133   | 42,032  | brąz    | [ 21 ] |
| Sun Wei      | wielobój drużynowy | 14,333       | 14,833       | 14,233       | 14,766       | 15,133       | 14,000       | 87,298       | 14,366   | 15,000   | 14,233   | 14,866   | 14,800   | 14,200   | 87,465  | brąz    | [ 22 ] |
| Xiao Ruoteng | wielobój drużynowy | 14,866       | 14,300       | 14,200       | 14,700       | 15,400       | 14,266       | 87,732       | 14,600   | 14,166   | 14,366   | 14,733   | 14,933   | 14,333   | 87,131  | brąz    | [ 23 ] |
| Zou Jingyuan | wielobój drużynowy | N/A          | 14,600       | N/A          | N/A          | 16,166       | N/A          | 30,766       | N/A      | 14,800   | 15,000   | N/A      | 15,466   | N/A      | 45,266  | brąz    | [ 24 ] |
| Razem        | wielobój drużynowy | 43,165       | 43,733       | 41,866       | 44,132       | 46,699       | 42,466       | 262,061      | 42,132   | 43,966   | 43,599   | 44,332   | 45,199   | 42,666   | 261,894 | brąz    | [ 25 ] |

| Zawodnik     | Konkurencja                 | Kwalifikacje | Kwalifikacje | Kwalifikacje | Kwalifikacje | Kwalifikacje | Kwalifikacje | Kwalifikacje | Kwalifikacje | Finał    | Finał    | Finał    | Finał    | Finał    | Finał    | Finał  | Finał   | Źródło |
| Zawodnik     | Konkurencja                 | Przyrząd     | Przyrząd     | Przyrząd     | Przyrząd     | Przyrząd     | Przyrząd     | Razem        | Pozycja      | Przyrząd | Przyrząd | Przyrząd | Przyrząd | Przyrząd | Przyrząd | Razem  | Pozycja | Źródło |
| Zawodnik     | Konkurencja                 | F            | PH           | R            | V            | PB           | HB           | Razem        | Pozycja      | F        | PH       | R        | V        | PB       | HB       | Razem  | Pozycja | Źródło |
| ------------ | --------------------------- | ------------ | ------------ | ------------ | ------------ | ------------ | ------------ | ------------ | ------------ | -------- | -------- | -------- | -------- | -------- | -------- | ------ | ------- | ------ |
| Xiao Ruoteng | wielobój indywidualnie      | 14,866       | 14,300       | 14,200       | 14,700       | 15,400       | 14,266       | 87,732       | 3.           | 14,700   | 14,700   | 14,533   | 14,700   | 15,366   | 14,066   | 88,065 | srebro  | [ 23 ] |
| Sun Wei      | wielobój indywidualnie      | 14,333       | 14,833       | 14,233       | 14,766       | 15,133       | 14,000       | 87,298       | 4.           | 14,500   | 14,966   | 14,066   | 14,900   | 14,966   | 14,400   | 87,798 | 4.      | [ 22 ] |
| Lin Chaopan  | wielobój indywidualnie      | 13,966       | 14,100       | 13,433       | 14,666       | 14,733       | 14,200       | 85,098       | 12.          | NQ       | NQ       | NQ       | NQ       | NQ       | NQ       | NQ     | 12.     | [ 21 ] |
| Zou Jingyuan | wielobój indywidualnie      | DNS          | 14,600       | DNS          | DNS          | 16,166       | DNS          | DNF          | DNF          | DNF      | DNF      | DNF      | DNF      | DNF      | DNF      | DNF    | DNF     | [ 24 ] |
| Xiao Ruoteng | ćwiczenia wolne             | 14,866       | N/A          | N/A          | N/A          | N/A          | N/A          | 14,866       | 7.           | 14,766   | N/A      | N/A      | N/A      | N/A      | N/A      | 14,766 | brąz    | [ 23 ] |
| Sun Wei      | ćwiczenia wolne             | 14,333       | N/A          | N/A          | N/A          | N/A          | N/A          | 14,333       | 17.          | NQ       | NQ       | NQ       | NQ       | NQ       | NQ       | NQ     | 17.     | [ 22 ] |
| Lin Chaopan  | ćwiczenia wolne             | 13,966       | N/A          | N/A          | N/A          | N/A          | N/A          | 13,966       | 26.          | NQ       | NQ       | NQ       | NQ       | NQ       | NQ       | NQ     | 26.     | [ 21 ] |
| Zou Jingyuan | ćwiczenia wolne             | DNS          | DNS          | DNS          | DNS          | DNS          | DNS          | DNS          | DNS          | DNS      | DNS      | DNS      | DNS      | DNS      | DNS      | DNS    | DNS     | [ 24 ] |
| Zou Jingyuan | ćwiczenia na poręczach      | N/A          | N/A          | N/A          | N/A          | 16,166       | N/A          | 16,166       | 1.           | N/A      | N/A      | N/A      | N/A      | 16,233   | N/A      | 16,233 | złoto   | [ 24 ] |
| You Hao      | ćwiczenia na poręczach      | N/A          | N/A          | N/A          | N/A          | 15,666       | N/A          | 15,666       | 4.           | N/A      | N/A      | N/A      | N/A      | 15,466   | N/A      | 15,466 | 4.      | [ 26 ] |
| Xiao Ruoteng | ćwiczenia na poręczach      | N/A          | N/A          | N/A          | N/A          | 15,400       | N/A          | 15,400       | 6.           | NQ       | NQ       | NQ       | NQ       | NQ       | NQ       | NQ     | 9.      | [ 23 ] |
| Sun Wei      | ćwiczenia na poręczach      | N/A          | N/A          | N/A          | N/A          | 15,133       | N/A          | 15,133       | 15.          | NQ       | NQ       | NQ       | NQ       | NQ       | NQ       | NQ     | 15.     | [ 22 ] |
| Lin Chaopan  | ćwiczenia na poręczach      | N/A          | N/A          | N/A          | N/A          | 14,733       | N/A          | 14,733       | 25.          | NQ       | NQ       | NQ       | NQ       | NQ       | NQ       | NQ     | 25.     | [ 21 ] |
| Xiao Ruoteng | ćwiczenia na drążku         | N/A          | N/A          | N/A          | N/A          | N/A          | 14,266       | 14,266       | 10.          | NQ       | NQ       | NQ       | NQ       | NQ       | NQ       | NQ     | 10.     | [ 23 ] |
| Lin Chaopan  | ćwiczenia na drążku         | N/A          | N/A          | N/A          | N/A          | N/A          | 14,200       | 14,200       | 11.          | NQ       | NQ       | NQ       | NQ       | NQ       | NQ       | NQ     | 11.     | [ 21 ] |
| Sun Wei      | ćwiczenia na drążku         | N/A          | N/A          | N/A          | N/A          | N/A          | 14,000       | 14,000       | 18.          | NQ       | NQ       | NQ       | NQ       | NQ       | NQ       | NQ     | 18.     | [ 22 ] |
| Zou Jingyuan | ćwiczenia na drążku         | DNS          | DNS          | DNS          | DNS          | DNS          | DNS          | DNS          | DNS          | DNS      | DNS      | DNS      | DNS      | DNS      | DNS      | DNS    | DNS     | [ 24 ] |
| Sun Wei      | ćwiczenia na koniu z łękami | N/A          | 14,833       | N/A          | N/A          | N/A          | N/A          | 14,833       | 6.           | N/A      | 13,066   | N/A      | N/A      | N/A      | N/A      | 13,066 | 8.      | [ 22 ] |
| Zou Jingyuan | ćwiczenia na koniu z łękami | N/A          | 14,600       | N/A          | N/A          | N/A          | N/A          | 14,600       | 12.          | NQ       | NQ       | NQ       | NQ       | NQ       | NQ       | NQ     | 12.     | [ 24 ] |
| Xiao Ruoteng | ćwiczenia na koniu z łękami | N/A          | 14,300       | N/A          | N/A          | N/A          | N/A          | 14,300       | 16.          | NQ       | NQ       | NQ       | NQ       | NQ       | NQ       | NQ     | 16.     | [ 23 ] |
| Lin Chaopan  | ćwiczenia na koniu z łękami | N/A          | 14,100       | N/A          | N/A          | N/A          | N/A          | 14,100       | 20.          | NQ       | NQ       | NQ       | NQ       | NQ       | NQ       | NQ     | 20.     | [ 21 ] |
| Liu Yang     | ćwiczenia na kółkach        | N/A          | N/A          | 15,300       | N/A          | N/A          | N/A          | 15,300       | 2.           | N/A      | N/A      | 15,500   | N/A      | N/A      | N/A      | 15,500 | złoto   | [ 27 ] |
| You Hao      | ćwiczenia na kółkach        | N/A          | N/A          | 14,800       | N/A          | N/A          | N/A          | 14,800       | 8.           | N/A      | N/A      | 15,300   | N/A      | N/A      | N/A      | 15,300 | srebro  | [ 26 ] |
| Sun Wei      | ćwiczenia na kółkach        | N/A          | N/A          | 14,233       | N/A          | N/A          | N/A          | 14,233       | 18.          | NQ       | NQ       | NQ       | NQ       | NQ       | NQ       | NQ     | 18.     | [ 22 ] |
| Xiao Ruoteng | ćwiczenia na kółkach        | N/A          | N/A          | 14,200       | N/A          | N/A          | N/A          | 14,200       | 21.          | NQ       | NQ       | NQ       | NQ       | NQ       | NQ       | NQ     | 21.     | [ 23 ] |
| Lin Chaopan  | ćwiczenia na kółkach        | N/A          | N/A          | 13,433       | N/A          | N/A          | N/A          | 13,433       | 41.          | NQ       | NQ       | NQ       | NQ       | NQ       | NQ       | NQ     | 41.     | [ 21 ] |
| Zou Jingyuan | ćwiczenia na kółkach        | DNS          | DNS          | DNS          | DNS          | DNS          | DNS          | DNS          | DNS          | DNS      | DNS      | DNS      | DNS      | DNS      | DNS      | DNS    | DNS     | [ 24 ] |

Kobiety
| Zawodniczka | Konkurencja        | Kwalifikacje | Kwalifikacje | Kwalifikacje | Kwalifikacje | Kwalifikacje | Finał    | Finał    | Finał    | Finał    | Finał   | Pozycja | Źródło |
| Zawodniczka | Konkurencja        | Przyrząd     | Przyrząd     | Przyrząd     | Przyrząd     | Razem        | Przyrząd | Przyrząd | Przyrząd | Przyrząd | Razem   | Pozycja | Źródło |
| Zawodniczka | Konkurencja        | V            | UB           | BB           | F            | Razem        | V        | UB       | BB       | F        | Razem   | Pozycja | Źródło |
| ----------- | ------------------ | ------------ | ------------ | ------------ | ------------ | ------------ | -------- | -------- | -------- | -------- | ------- | ------- | ------ |
| Lu Yufei    | wielobój drużynowy | 13,600       | 14,700       | 14,100       | 12,666       | 55,066       | N/A      | 13,333   | 13,966   | 13,166   | 40,465  | 7.      | [ 28 ] |
| Ou Yushan   | wielobój drużynowy | 13,633       | 13,500       | 13,933       | DNS          | 41,066       | 12,700   | 13,233   | N/A      | N/A      | 25,933  | 7.      | [ 29 ] |
| Tang Xijing | wielobój drużynowy | 14,300       | 14,433       | 14,433       | 13,366       | 56,432       | 12,600   | 14,500   | 13,733   | 12,866   | 53,699  | 7.      | [ 30 ] |
| Zhang Jin   | wielobój drużynowy | 14,433       | 13,100       | 13,966       | 13,433       | 54,932       | 14,066   | N/A      | 13,900   | 13,133   | 41,099  | 7.      | [ 31 ] |
| Razem       | wielobój drużynowy | 42,366       | 42,633       | 42,399       | 39,465       | 166,863      | 39,366   | 41,066   | 41,599   | 39,165   | 161,196 | 7.      | [ 25 ] |

| Zawodniczka   | Konkurencja             | Kwalifikacje | Kwalifikacje | Kwalifikacje | Kwalifikacje | Kwalifikacje | Kwalifikacje | Finał     | Finał     | Finał     | Finał     | Finał  | Finał   | Źródło |
| Zawodniczka   | Konkurencja             | Przyrządy    | Przyrządy    | Przyrządy    | Przyrządy    | Razem        | Pozycja      | Przyrządy | Przyrządy | Przyrządy | Przyrządy | Razem  | Pozycja | Źródło |
| Zawodniczka   | Konkurencja             | V            | UB           | BB           | F            | Razem        | Pozycja      | V         | UB        | BB        | F         | Razem  | Pozycja | Źródło |
| ------------- | ----------------------- | ------------ | ------------ | ------------ | ------------ | ------------ | ------------ | --------- | --------- | --------- | --------- | ------ | ------- | ------ |
| Tang Xijing   | wielobój indywidualnie  | 14,300       | 14,433       | 14,333       | 13,366       | 56,432       | 8.           | 14,233    | 14,233    | 13,066    | 12,966    | 54,498 | 7.      | [ 30 ] |
| Lu Yufei      | wielobój indywidualnie  | 13,600       | 14,700       | 14,100       | 12,666       | 55,066       | 14.          | 13,500    | 13,333    | 13,133    | 12,833    | 52,799 | 18.     | [ 28 ] |
| Zhang Jin     | wielobój indywidualnie  | 14,433       | 13,100       | 13,966       | 13,433       | 54,932       | 15.          | NQ        | NQ        | NQ        | NQ        | NQ     | 15.     | [ 31 ] |
| Ou Yushan     | wielobój indywidualnie  | 13,633       | 13,500       | 13,933       | DNS          | DNF          | DNF          | DNF       | DNF       | DNF       | DNF       | DNF    | DNF     | [ 29 ] |
| Lu Yufei      | ćwiczenia na poręczach  | N/A          | 14,700       | N/A          | N/A          | 14,700       | 7.           | N/A       | 14,400    | N/A       | N/A       | 14,400 | 4.      | [ 28 ] |
| Fan Yilin     | ćwiczenia na poręczach  | N/A          | 14,600       | N/A          | N/A          | 14,600       | 9.           | N/A       | 13,900    | N/A       | N/A       | 13,900 | 7.      | [ 32 ] |
| Tang Xijing   | ćwiczenia na poręczach  | N/A          | 14,433       | N/A          | N/A          | 14,433       | 13.          | NQ        | NQ        | NQ        | NQ        | NQ     | 13.     | [ 30 ] |
| Ou Yushan     | ćwiczenia na poręczach  | N/A          | 13,500       | N/A          | N/A          | 13,500       | 35.          | NQ        | NQ        | NQ        | NQ        | NQ     | 35.     | [ 29 ] |
| Zhang Jin     | ćwiczenia na poręczach  | N/A          | 13,100       | N/A          | N/A          | 13,100       | 42.          | NQ        | NQ        | NQ        | NQ        | NQ     | 42.     | [ 31 ] |
| Guan Chenchen | ćwiczenia na równoważni | N/A          | N/A          | 14,933       | N/A          | 14,933       | 1.           | N/A       | N/A       | 14,633    | N/A       | 14,633 | złoto   | [ 33 ] |
| Tang Xijing   | ćwiczenia na równoważni | N/A          | N/A          | 14,333       | N/A          | 14,333       | 2.           | N/A       | N/A       | 14,233    | N/A       | 14,233 | srebro  | [ 30 ] |
| Lu Yufei      | ćwiczenia na równoważni | N/A          | N/A          | 14,100       | N/A          | 14,100       | 5.           | NQ        | NQ        | NQ        | NQ        | NQ     | 5.      | [ 28 ] |
| Zhang Jin     | ćwiczenia na równoważni | N/A          | N/A          | 13,966       | N/A          | 13,966       | 10.          | NQ        | NQ        | NQ        | NQ        | NQ     | 10.     | [ 31 ] |
| Ou Yushan     | ćwiczenia na równoważni | N/A          | N/A          | 13,933       | N/A          | 13,933       | 11.          | NQ        | NQ        | NQ        | NQ        | NQ     | 11.     | [ 29 ] |
| Zhang Jin     | ćwiczenia wolne         | N/A          | N/A          | N/A          | 13,433       | 13,433       | 17.          | NQ        | NQ        | NQ        | NQ        | NQ     | 17.     | [ 31 ] |
| Tang Xijing   | ćwiczenia wolne         | N/A          | N/A          | N/A          | 13,366       | 13,366       | 20.          | NQ        | NQ        | NQ        | NQ        | NQ     | 20.     | [ 30 ] |
| Lu Yufei      | ćwiczenia wolne         | N/A          | N/A          | N/A          | 12,666       | 12,666       | 48.          | NQ        | NQ        | NQ        | NQ        | NQ     | 48.     | [ 28 ] |
| Ou Yushan     | ćwiczenia wolne         | DNS          | DNS          | DNS          | DNS          | DNS          | DNS          | DNS       | DNS       | DNS       | DNS       | DNS    | DNS     | [ 29 ] |

### Gimnastyka artystyczna
| Zawodniczki                                            | Konkurencja      | Eliminacje | Eliminacje           | Eliminacje | Eliminacje | Finał   | Finał                | Finał  | Pozycja | Źródło |
| Zawodniczki                                            | Konkurencja      | 5 piłek    | 3 obręcze, 2 maczugi | Razem      | Pozycja    | 5 piłek | 3 obręcze, 2 maczugi | Razem  | Pozycja | Źródło |
| Zawodniczki                                            | Konkurencja      | Wynik      | Wynik                | Wynik      | Wynik      |         |                      |        | Pozycja | Źródło |
| ------------------------------------------------------ | ---------------- | ---------- | -------------------- | ---------- | ---------- | ------- | -------------------- | ------ | ------- | ------ |
| Guo Qiqi Hao Ting Huang Zhangjiayang Liu Xin Xu Yanshu | zawody drużynowe | 41,600     | 42,000               | 83,600     | 5.         | 42,150  | 42,400               | 84,550 | 4.      | [ 34 ] |

### Skoki na trampolinie
| Zawodnik     | Konkurencja | Eliminacje        | Eliminacje    | Eliminacje | Eliminacje | Eliminacje | Finał    | Finał     | Finał  | Finał  | Finał   | Finał   | Źródło |
| Zawodnik     | Konkurencja | Układ obowiązkowy | Układ dowolny | Kara       | Razem      | Pozycja    | Trudność | Wykonanie | Lot    | Kara   | Łącznie | Pozycja | Źródło |
| Zawodnik     | Konkurencja | Punkty            | Punkty        | Punkty     | Punkty     | Pozycja    | Punkty   | Punkty    | Punkty | Punkty | Punkty  | Pozycja | Źródło |
| ------------ | ----------- | ----------------- | ------------- | ---------- | ---------- | ---------- | -------- | --------- | ------ | ------ | ------- | ------- | ------ |
| Dong Dong    | mężczyźni   | 52,275            | 59,375        |            | 111,650    | 5.         | 17,800   | 16,600    | 17,135 |        | 61,235  | srebro  | [ 35 ] |
| Gao Lei      | mężczyźni   | 52,245            | 10,575        |            | 62,820     | 14.        | NQ       | NQ        | NQ     | NQ     | NQ      | 14.     | [ 35 ] |
| Liu Lingling | kobiety     | 50,155            | 55,315        |            | 105,470    | 1.         | 15,000   | 16,000    | 9,100  | 16,250 | 56,350  | srebro  | [ 36 ] |
| Zhu Xueying  | kobiety     | 49,755            | 55,545        |            | 105,300    | 2.         | 15,000   | 16,800    | 9,400  | 15,435 | 56,635  | złoto   | [ 36 ] |

### Golf
| Zawodnik      | Konkurencja | Runda 1 | Runda 2 | Runda 3 | Runda 4 | Łącznie | Łącznie | Łącznie | Źródło |
| Zawodnik      | Konkurencja | Wynik   | Wynik   | Wynik   | Wynik   | Wynik   | Par     | Pozycja | Źródło |
| ------------- | ----------- | ------- | ------- | ------- | ------- | ------- | ------- | ------- | ------ |
| Feng Shanshan | kobiety     | 74      | 64      | 68      | 67      | 273     | - 11    | 8.      | [ 37 ] |
| Lin Xiyu      | kobiety     | 71      | 66      | 69      | 68      | 274     | - 10    | 9.      | [ 37 ] |
| Wu Ashun      | Mężczyźni   | 72      | 71      | 67      | 66      | 276     | - 8     | 32.     | [ 38 ] |
| Yuan Yechun   | Mężczyźni   | 69      | 68      | 70      | 71      | 278     | - 6     | 38.     | [ 38 ] |

### Hokej na trawie
Turniej kobiet
- Reprezentacja kobiet

| - Li Dongxiao - Gu Bingfeng - Li Jiaqi - Zhang Ying - Cui Qiuxia - Xu Wenyu - Peng Yang - Liang Meiyu - Li Hong |  | - Zhang Jinrong - Ou Zixia - Zhang Xiaoxue - Liu Meng - Wang Na - Chen Yang - Luo Tiantian - Chen Yi - Zhong Jiaqi |

| Drużyna | Konkurencja | Faza grupowa     | Faza grupowa     | Faza grupowa     | Faza grupowa     | Faza grupowa      | Faza grupowa | Ćwierćfinały     | Półfinały        | Finał            | Pozycja | Źródło |
| Drużyna | Konkurencja | Przeciwnik Wynik | Przeciwnik Wynik | Przeciwnik Wynik | Przeciwnik Wynik | Przeciwnik Wynik  | Pozycja      | Przeciwnik Wynik | Przeciwnik Wynik | Przeciwnik Wynik | Pozycja | Źródło |
| ------- | ----------- | ---------------- | ---------------- | ---------------- | ---------------- | ----------------- | ------------ | ---------------- | ---------------- | ---------------- | ------- | ------ |
| Chiny   | kobiety     | Japonia 4:3      | Australia 0:6    | Argentyna 2:3    | Hiszpania 0:2    | Nowa Zelandia 3:2 | 5.           | NQ               | NQ               | NQ               | 9.      | [ 39 ] |

### Jeździectwo
Skoki przez przeszkody
| Zawodnik                              | Konkurencja   | Koń                                              | Kwalifikacje | Kwalifikacje | Kwalifikacje | Kwalifikacje | Finał      | Finał       | Finał   | Pozycja | Źródło        |
| Zawodnik                              | Konkurencja   | Koń                                              | Kary         | Kary         | Łącznie      | Pozycja      | Kary       | Kary        | Łącznie | Pozycja | Źródło        |
| Zawodnik                              | Konkurencja   | Koń                                              | Przeszkody   | Limit czasu  | Łącznie      | Pozycja      | Przeszkody | Limit czasu | Łącznie | Pozycja | Źródło        |
| ------------------------------------- | ------------- | ------------------------------------------------ | ------------ | ------------ | ------------ | ------------ | ---------- | ----------- | ------- | ------- | ------------- |
| Li Zhenqiang                          | indywidualnie | Uncas S                                          | 8            | 2            | 10           | 52.          | NQ         | NQ          | NQ      | 52.     | [ 40 ]        |
| Zhang Xingjia                         | indywidualnie | For Passion d'Ive Z                              | 16           | 2            | 18           | 65.          | NQ         | NQ          | NQ      | 65.     | [ 40 ]        |
| Zhang You                             | indywidualnie | Caesar                                           | RT           | RT           | RT           | RT           | RT         | RT          | RT      | RT      | [ 40 ]        |
| Li Zhenqiang Zhang Xingjia Li Yaofeng | drużynowo     | Uncas S For Passion d'Ive Z Jericho Dwerse Hagen | 15 13 8      | 0            | 35           | 12.          | NQ         | NQ          | NQ      | 12.     | [ 41 ] [ 42 ] |

WKKW
| Zawodnik                                           | Konkurencja   | Koń                                                             | Ujeżdżenie | Cross country | Skoki (runda kwalifikacyjna) | Razem     | Skoki (runda finałowa) | Finał  | Pozycja | Źródło |
| -------------------------------------------------- | ------------- | --------------------------------------------------------------- | ---------- | ------------- | ---------------------------- | --------- | ---------------------- | ------ | ------- | ------ |
| Alex Hua Tian                                      | indywidualnie | Don Geniro                                                      | 23,90      | 12,00         | 8,80                         | 44,70     | 17,60                  | 62,30  | 25.     | [ 43 ] |
| Bao Yingfeng                                       | indywidualnie | Flandia                                                         | 34,40      | 38,00         | 5,60                         | 78,10     | NQ                     | NQ     | 35.     | [ 43 ] |
| Sun Huadong                                        | indywidualnie | Lady Chin van't Moerven Z                                       | 35,20      | 42,00         | 9,60                         | 86,80     | NQ                     | NQ     | 37.     | [ 43 ] |
| Alex Hua Tian Bao Yingfeng Sun Huadong Ruiji Liang | drużynowo     | Don Geniro Flandia Lady Chin van't Moerven Z Agora De Boreenave | jak wyżej  | jak wyżej     | jak wyżej                    | jak wyżej | N/A                    | 209,60 | 9.      | [ 45 ] |

### Judo
| Zawodnik     | Konkurencja | 1/16                | 1/8                 | Ćwierćfinał         | Półfinał            | Repasaże            | Finał / 3.miejsce   | Finał / 3.miejsce | Źródła |
| Zawodnik     | Konkurencja | Przeciwniczka Wynik | Przeciwniczka Wynik | Przeciwniczka Wynik | Przeciwniczka Wynik | Przeciwniczka Wynik | Przeciwniczka Wynik | Pozycja           | Źródła |
| ------------ | ----------- | ------------------- | ------------------- | ------------------- | ------------------- | ------------------- | ------------------- | ----------------- | ------ |
| Li Yanan     | -48 kg (k)  | Otgonceceg W 10-00  | Costa P 00-10       | NQ                  | NQ                  | NQ                  | NQ                  | 9.                | [ 46 ] |
| Lu Tongjuan  | -57 kg (k)  | Mieżecka W 10-01    | Yoshida P 00-10     | NQ                  | NQ                  | NQ                  | NQ                  | 9.                | [ 47 ] |
| Yang Junxia  | -63 kg (k)  | Krssakova P 00-10   | NQ                  | NQ                  | NQ                  | NQ                  | NQ                  | 17.               | [ 48 ] |
| Sun Xiaoqian | -70 kg (k)  | Teltsidu P 00-10    | NQ                  | NQ                  | NQ                  | NQ                  | NQ                  | 17.               | [ 49 ] |
| Ma Zhenzhao  | -78 kg (k)  | Graf P 00-10        | NQ                  | NQ                  | NQ                  | NQ                  | NQ                  | 17.               | [ 50 ] |
| Xu Shiyan    | +78 kg (k)  | Grabowski W 10-00   | Rouhou W 10-00      | Ortíz P 00-10       | NQ                  | Altheman W FUS      | Kindzerśka P 00-10  | 5.                | [ 51 ] |

### Kajakarstwo
| Zawodnik                                        | Konkurencja    | Eliminacje | Eliminacje | Ćwierćfinały | Ćwierćfinały | Półfinały | Półfinały | Finał A/B | Finał A/B  | Pozycja | Źródło |
| Zawodnik                                        | Konkurencja    | Czas       | Pozycja    | Czas         | Pozycja      | Czas      | Pozycja   | Czas      | Pozycja    | Pozycja | Źródło |
| ----------------------------------------------- | -------------- | ---------- | ---------- | ------------ | ------------ | --------- | --------- | --------- | ---------- | ------- | ------ |
| Yang Xiaoxu                                     | K-1 200 m (m)  | 36,561     | 4.         | 35,852       | 3.           | NQ        | NQ        | NQ        | NQ         | NQ      | [ 52 ] |
| Zhang Dong                                      | K-1 1000 m (m) | 3:40,955   | 3.         | 3:44,269     | 2.           | 3:26,246  | 4.        | 3:28,103  | 6. Finał A | 6.      | [ 52 ] |
| Wang Congkang Bu Tingkai                        | K-2 1000 m (m) | 3:10,292   | 2.         | N/A          | N/A          | 3:17,784  | 3.        | 3:19,612  | 8. Finał A | 8.      | [ 52 ] |
| Yang Xiaoxu Wang Congkang Zhang Dong Bu Tingkai | K-4 500 m (m)  | 1:24,264   | 4.         | 1:24,036     | 3.           | 1:24,653  | 5.        | NQ        | NQ         | 9.      | [ 52 ] |
| Zheng Pengfei                                   | C-1 1000 m (m) | 4:10,115   | 3.         | 4:05,502     | 1.           | 4:09,139  | 4.        | 4:14,048  | 8. Finał A | 8.      | [ 52 ] |
| Liu Hao                                         | C-1 1000 m (m) | 4:06,914   | 2.         | N/A          | N/A          | 4:04,196  | 2.        | 4:05,724  | 2. Finał A | srebro  | [ 52 ] |
| Liu Hao Zheng Pengfei                           | C-2 1000 m (m) | 3:37,783   | 1.         | N/A          | N/A          | 3:27,023  | 1.        | 3:25,198  | 2. Finał A | srebro  | [ 52 ] |
| Ma Qing                                         | K-1 200 m (k)  | 42,706     | 4.         | 42,321       | 2.           | 40,837    | 8.        | 40,652    | 5. Finał B | 15.     | [ 52 ] |
| Yin Mengdie                                     | K-1 200 m (k)  | 41,688     | 1.         | N/A          | N/A          | 40,069    | 5.        | 40,365    | 3. Finał B | 12.     | [ 52 ] |
| Huang Jieyi                                     | K-1 500 m (k)  | 1:52,385   | 6.         | 1:52,689     | 5.           | NQ        | NQ        | NQ        | NQ         | NQ      | [ 52 ] |
| Yin Mengdie                                     | K-1 500 m (k)  | 1:52,760   | 6.         | 1:49,268     | 1.           | 1:56,977  | 7.        | NQ        | NQ         | NQ      | [ 52 ] |
| Li Dongyin Zhou Yu                              | K-2 500 m (k)  | 1:45,831   | 3.         | 1:47,471     | 3.           | 1:39,404  | 5.        | 1:39,790  | 2. Finał B | 10.     | [ 52 ] |
| Li Dongyin Zhou Yu Ma Qing Wang Nan             | K-4 500 m (k)  | 1:36,249   | 3.         | 1:36,379     | 2.           | 1:36,697  | 3.        | 1:38,121  | 6. Finał A | 6.      | [ 52 ] |
| Lin Wenjun                                      | C-1 200 m (k)  | 46,449     | 2.         | N/A          | N/A          | 47,161    | 2.        | 47,608    | 6. Finał A | 6.      | [ 52 ] |
| Xu Shixiao Sun Mengya                           | C-2 500 m (k)  | 1:57,870   | 1.         | N/A          | N/A          | 2:01,369  | 1.        | 1:55,495  | 1. Finał A | złoto   | [ 52 ] |

### Kajakarstwo górskie
| Zawodnik | Konkurencja | Eliminacje | Eliminacje | Eliminacje | Eliminacje | Eliminacje | Eliminacje | Półfinały | Półfinały | Finał | Finał   | Pozycja | Źródło |
| Zawodnik | Konkurencja | P 1        | M.         | P 2        | M.         | Razem      | M.         | Czas      | Miejsce   | Czas  | Miejsce | Pozycja | Źródło |
| -------- | ----------- | ---------- | ---------- | ---------- | ---------- | ---------- | ---------- | --------- | --------- | ----- | ------- | ------- | ------ |
| Quan Xin | K-1 (m)     | 98,86      | 16.        | 98,06      | 15.        | 98,06      | 20.        | 101,99    | 17.       | NQ    | NQ      | 17.     | [ 53 ] |
| Li Tong  | K-1 (k)     | 117,27     | 16.        | 114,36     | 17.        | 114,36     | 19.        | 130,86    | 20.       | NQ    | NQ      | 20.     | [ 53 ] |
| Chen Shi | C-1 (k)     | 127,36     | 17.        | 124,15     | 16.        | 124,15     | 18.        | 164,99    | 17.       | NQ    | NQ      | 17.     | [ 53 ] |

### Karate
| Zawodnik    | Konkurencja          | Faza grupowa     | Faza grupowa     | Faza grupowa     | Faza grupowa     | Faza grupowa | Półfinały        | Finał            | Finał   | Źródło                                           |
| Zawodnik    | Konkurencja          | Przeciwnik Wynik | Przeciwnik Wynik | Przeciwnik Wynik | Przeciwnik Wynik | Pozycja      | Przeciwnik Wynik | Przeciwnik Wynik | Pozycja | Źródło                                           |
| ----------- | -------------------- | ---------------- | ---------------- | ---------------- | ---------------- | ------------ | ---------------- | ---------------- | ------- | ------------------------------------------------ |
| Yin Xiaoyan | do 61 kg kobiet      | Garcés 2:0       | Heurtault 1:0    | Someya 4:2       | Çoban 2:0        | 1.           | Farouk 1:1       | Preković 0:0     | srebro  | [ 54 ] [ 55 ] [ 56 ] [ 57 ] [ 58 ] [ 59 ] [ 60 ] |
| Gong Li     | powyżej 61 kg kobiet | Abdelaziz 0:4    | Matoub 4:0       | Quirici 1:1      | Abbasali 8:4     | 2.           | Zaretska 2:7     | NQ               | brąz    | [ 61 ] [ 62 ] [ 63 ] [ 64 ] [ 65 ] [ 66 ]        |

### Kolarstwo

#### Kolarstwo szosowe
| Zawodnik     | Konkurencja                    | Czas | Pozycja | Źródło |
| ------------ | ------------------------------ | ---- | ------- | ------ |
| Wang Ruidong | wyścig ze startu wspólnego (m) | DNF  | DNF     | [ 67 ] |
| Sun Jiajun   | wyścig ze startu wspólnego (k) | DNF  | DNF     | [ 68 ] |

#### Kolarstwo torowe
Sprint
| Zawodnik                 | Konkurencja       | Kwalifikacje  | Kwalifikacje    | Runda 1                 | Repasaże 1 Runda            | Runda 2             | Repasaże 2 Runda | Runda 3         | Repasaże 3 Runda         | Ćwierćfinały    | Półfinały       | Finał           | Finał   | Źródło |
| Zawodnik                 | Konkurencja       | Czas Prędkość | Przeciwnik Czas | Pozycja                 | Przeciwnik Czas             | Przeciwnik Czas     | Przeciwnik Czas  | Przeciwnik Czas | Przeciwnik Czas          | Przeciwnik Czas | Przeciwnik Czas | Przeciwnik Czas | Pozycja | Źródło |
| ------------------------ | ----------------- | ------------- | --------------- | ----------------------- | --------------------------- | ------------------- | ---------------- | --------------- | ------------------------ | --------------- | --------------- | --------------- | ------- | ------ |
| Xu Chao                  | indywidualnie (m) | 9,584 75,125  | 11.             | Patryk Rajkowski 10,756 | Jair Tjon En Fa Hart 10,078 | NQ                  | NQ               | NQ              | NQ                       | NQ              | NQ              | NQ              | 18.     | [ 69 ] |
| Zhong Tianshi            | indywidualnie (k) | 10,559 68,188 | 10.             | Gaxiola 10,744          | N/A                         | Braspennincx 10,942 | McCulloch 11,200 | Hinze 11,453    | Andrews Starikowa 11,130 | NQ              | NQ              | NQ              | 10.     | [ 70 ] |
| Bao Shanju               | indywidualnie (k) | 10,723 67,145 | 18.             | Braspennincx 11,131     | Gaxiola Bysowa 11,515       | Hinze 10,926        | Andrews 11,378   | NQ              | NQ                       | NQ              | NQ              | NQ              | 15.     | [ 70 ] |
| Zhong Tianshi Bao Shanju | drużynowo (k)     | 32,135        | 2.              | N/A                     | N/A                         | N/A                 | N/A              | N/A             | N/A                      | N/A             | Litwa · 31,804  | Niemcy · 31,895 | złoto   | [ 70 ] |

Keirin
| Zawodnik      | Konkurencja | Runda 1 | Repesaż | Ćwierćfinał | Półfinał | Finał   | Pozycja | Źródło |
| Zawodnik      | Konkurencja | Miejsce | Miejsce | Miejsce     | Miejsce  | Miejsce | Pozycja | Źródło |
| ------------- | ----------- | ------- | ------- | ----------- | -------- | ------- | ------- | ------ |
| Xu Chao       | mężczyźni   | 4.      | 5.      | NQ          | NQ       | NQ      | 27.     | [ 69 ] |
| Zhong Tianshi | kobiety     | 2.      | N/A     | 3.          | 6.       | 6.      | 12.     | [ 70 ] |
| Bao Shanju    | kobiety     | 4.      | 5.      | NQ          | NQ       | NQ      | 27.     | [ 70 ] |

Omnium
| Zawodnik  | Konkurencja | Scratch | Scratch | Wyścig tempowy | Wyścig tempowy   | Wyścig tempowy | Wyścig eliminacyjny | Wyścig eliminacyjny | Wyścig punktowy | Wyścig punktowy | Wyścig punktowy | Suma punktów | Pozycja | Źródło |
| Zawodnik  | Konkurencja | Miejsce | Punkty  | Miejsce        | Punkty wyścigowe | Punkty         | Miejsce             | Punkty              | Sprint          | Okrążenia       | Miejsce         | Suma punktów | Pozycja | Źródło |
| --------- | ----------- | ------- | ------- | -------------- | ---------------- | -------------- | ------------------- | ------------------- | --------------- | --------------- | --------------- | ------------ | ------- | ------ |
| Liu Jiali | kobiety     | 10.     | 22      | 7.             | 0                | 28             | 14.                 | 14                  | 1               |                 | 9.              | 65           | 11.     | [ 70 ] |

#### Kolarstwo górskie
| Zawodnik   | Konkurencja       | Czas    | Pozycja | Źródło |
| ---------- | ----------------- | ------- | ------- | ------ |
| Yao Bianwa | cross-country (k) | -2 okr. | 34.     | [ 71 ] |
| Zhang Peng | cross-country (m) | -3 okr. | 36.     | [ 72 ] |

### Koszykówka
Turniej kobiet
- Reprezentacja kobiet

| - Yang Liwei - Li Yuan - Wang Siyu - Wu Tongtong - Shao Ting - Zhang Ru |  | - Li Meng - Pan Zhenqi - Huang Sijing - Sun Mengran - Li Yueru - Han Xu |

| Drużyna | Konkurencja | Faza grupowa     | Faza grupowa     | Faza grupowa     | Faza grupowa | Ćwierćfinały     | Półfinały        | Finał            | Pozycja | Źródło        |
| Drużyna | Konkurencja | Przeciwnik Wynik | Przeciwnik Wynik | Przeciwnik Wynik | Pozycja      | Przeciwnik Wynik | Przeciwnik Wynik | Przeciwnik Wynik | Pozycja | Źródło        |
| ------- | ----------- | ---------------- | ---------------- | ---------------- | ------------ | ---------------- | ---------------- | ---------------- | ------- | ------------- |
| Chiny   | kobiety     | Portoryko 97-55  | Australia 76-74  | Belgia 74-62     | 1.           | Serbia 70-77     | NQ               | NQ               | 5.      | [ 73 ] [ 74 ] |

3 x 3
| Drużyna                                       | Konkurencja  | Faza grupowa     | Faza grupowa                      | Faza grupowa     | Faza grupowa     | Faza grupowa     | Faza grupowa            | Faza grupowa     | Faza grupowa | Ćwierćfinały     | Półfinały                         | Finał            | Pozycja | Źródło        |
| Drużyna                                       | Konkurencja  | Przeciwnik Wynik | Przeciwnik Wynik                  | Przeciwnik Wynik | Przeciwnik Wynik | Przeciwnik Wynik | Przeciwnik Wynik        | Przeciwnik Wynik | Pozycja      | Przeciwnik Wynik | Przeciwnik Wynik                  | Przeciwnik Wynik | Pozycja | Źródło        |
| --------------------------------------------- | ------------ | ---------------- | --------------------------------- | ---------------- | ---------------- | ---------------- | ----------------------- | ---------------- | ------------ | ---------------- | --------------------------------- | ---------------- | ------- | ------------- |
| Hu Jinqiu Gao Shiyan Li Haonan Yan Peng       | 3×3 mężczyzn | Serbia 13-22     | Rosyjski Komitet Olimpijski 13-21 | Łotwa 17-18      | Holandia 18-21   | Belgia 21-20     | Polska 21-19            | Japonia 16-21    | 8.           | NQ               | NQ                                | NQ               | 8.      | [ 75 ] [ 76 ] |
| Wan Jiyuan Wang Lili Yang Shuyu Zhang Zhiting | 3×3 kobiet   | Rumunia 21-10    | Rosyjski Komitet Olimpijski 19-9  | Włochy 22-13     | Francja 20-13    | Japonia 15-12    | Stany Zjednoczone 19-21 | Mongolia 21-8    | 3.           | Włochy 19-13     | Rosyjski Komitet Olimpijski 14-21 | Francja 16-14    | brąz    | [ 77 ] [ 78 ] |

### Lekkoatletyka
Konkurencje biegowe
| Zawodnik                                          | Konkurencja               | Eliminacje | Eliminacje | Półfinał | Półfinał | Finał   | Finał   | Źródło |
| Zawodnik                                          | Konkurencja               | Wynik      | Miejsce    | Wynik    | Miejsce  | Wynik   | Miejsce | Źródło |
| ------------------------------------------------- | ------------------------- | ---------- | ---------- | -------- | -------- | ------- | ------- | ------ |
| Wu Zhiqiang                                       | 100 m (m)                 | 10,18      | 4.         | NQ       | NQ       | NQ      | NQ      | [ 79 ] |
| Xie Zhenye                                        | 100 m (m)                 | 10,16      | 5.         | NQ       | NQ       | NQ      | NQ      | [ 79 ] |
| Su Bingtian                                       | 100 m (m)                 | 10,05      | 2.         | 9,83     | 1.       | 9,98    | 6.      | [ 79 ] |
| Xie Zhenye                                        | 200 m (m)                 | 20,34      | 4.         | 20,45    | 7.       | NQ      | NQ      | [ 80 ] |
| Xie Wenjun                                        | 110 m przez płotki(m)     | 13,51      | 4.         | 13,58    | 5.       | NQ      | NQ      | [ 81 ] |
| Yang Shaohui                                      | maraton (m)               | N/A        | N/A        | N/A      | N/A      | 2:14:58 | 19.     | [ 82 ] |
| Peng Jianhua                                      | maraton (m)               | N/A        | N/A        | N/A      | N/A      | 2:16:39 | 32.     | [ 82 ] |
| Dong Guojian                                      | maraton (m)               | N/A        | N/A        | N/A      | N/A      | 2:21:35 | 57.     | [ 82 ] |
| Tang Xingqiang Xie Zhenye Su Bingtian Wu Zhiqiang | sztafeta 4 × 100 m (m)    | 37,92      | 1.         | N/A      | N/A      | 37,79 = | brąz    | [ 83 ] |
| Wang Kaihua                                       | chód na 20 km (m)         | N/A        | N/A        | N/A      | N/A      | 1:22:03 | 7.      | [ 84 ] |
| Zhang Jun                                         | chód na 20 km (m)         | N/A        | N/A        | N/A      | N/A      | 1:22:16 | 8.      | [ 84 ] |
| Cai Zelin                                         | chód na 20 km (m)         | N/A        | N/A        | N/A      | N/A      | 1:26:39 | 26.     | [ 84 ] |
| Bian Tongda                                       | chód na 50 km (m)         | N/A        | N/A        | N/A      | N/A      | 3:52:01 | 7.      | [ 85 ] |
| Wang Qin                                          | chód na 50 km (m)         | N/A        | N/A        | N/A      | N/A      | 3:59:36 | 21.     | [ 85 ] |
| Luo Yadong                                        | chód na 50 km (m)         | N/A        | N/A        | N/A      | N/A      | 4:06:17 | 28.     | [ 85 ] |
| Ge Manqi                                          | 100 m (k)                 | 11,20      | 4.         | 11,22    | 7.       | NQ      | NQ      | [ 86 ] |
| Liang Xiaojing                                    | 100 m (k)                 | 11,40      | 5.         | NQ       | NQ       | NQ      | NQ      | [ 86 ] |
| Wei Yongli                                        | 100 m (k)                 | 11,48      | 6.         | NQ       | NQ       | NQ      | NQ      | [ 86 ] |
| Wang Chunyu                                       | 800 m (k)                 | 2:00,05    | 3.         | 1:59,14  | 2.       | 1:57,00 | 5.      | [ 87 ] |
| Chen Jiamin                                       | 100 m przez płotki (k)    | 13,09      | 5.         | NQ       | NQ       | NQ      | NQ      | [ 88 ] |
| Xu Shuangshuang                                   | 3000 m z przeszkodami (k) | 9:34,92    | 8.         | N/A      | N/A      | NQ      | NQ      | [ 89 ] |
| Zhang Deshun                                      | maraton (k)               | N/A        | N/A        | N/A      | N/A      | 2:37:45 | 47.     | [ 90 ] |
| Li Zhixuan                                        | maraton (k)               | N/A        | N/A        | N/A      | N/A      | 2:45:23 | 62.     | [ 90 ] |
| Bai Li                                            | maraton (k)               | N/A        | N/A        | N/A      | N/A      | 2:49:21 | 67.     | [ 90 ] |
| Liu Hong                                          | chód na 20 km (k)         | N/A        | N/A        | N/A      | N/A      | 1:29:57 | brąz    | [ 91 ] |
| Qieyang Shijie                                    | chód na 20 km (k)         | N/A        | N/A        | N/A      | N/A      | 1:31:04 | 7.      | [ 91 ] |
| Yang Jiayu                                        | chód na 20 km (k)         | N/A        | N/A        | N/A      | N/A      | 1:31:54 | 12.     | [ 91 ] |
| Liang Xiaojing Ge Manqi Huang Guifen Wei Yongli   | sztafeta 4 × 100 m (k)    | 42,82      | 3.         | N/A      | N/A      | 42,71   | 6.      | [ 92 ] |

Konkurencje techniczne
| Zawodnik        | Konkurencja        | Kwalifikacje | Kwalifikacje | Finał | Finał   | Źródło  |
| Zawodnik        | Konkurencja        | Wynik        | Miejsce      | Wynik | Miejsce | Źródło  |
| --------------- | ------------------ | ------------ | ------------ | ----- | ------- | ------- |
| Huang Changzhou | skok w dal (m)     | 7,96         | 11.          | 7,72  | 10.     | [ 93 ]  |
| Gao Xinglong    | skok w dal (m)     | 7,86         | 17.          | NQ    | NQ      | [ 93 ]  |
| Wang Jianan     | skok w dal (m)     | 7,81         | 20.          | NQ    | NQ      | [ 93 ]  |
| Zhu Yaming      | trójskok (m)       | 17,11        | 3.           |       |         | [ 94 ]  |
| Fang Yaoqing    | trójskok (m)       | 16,84        | 10.          |       |         | [ 94 ]  |
| Wu Ruiting      | trójskok (m)       | 16,73        | 14.          | NQ    | NQ      | [ 94 ]  |
| Wang Yu         | skok wzwyż (m)     | 2,21         | 17.          | NQ    | NQ      | [ 95 ]  |
| Huang Bokai     | skok o tyczce (m)  | 5,50 =       | 21.          | NQ    | NQ      | [ 96 ]  |
| Wang Zheng      | rzut młotem (k)    | 74,29        | 2.           | 77,03 | srebro  | [ 97 ]  |
| Luo Na          | rzut młotem (k)    | 69,86        | 15.          | NQ    | NQ      | [ 97 ]  |
| Lü Huihui       | rzut oszczepem (k) | 61,99        | 7.           | 63,41 | 5.      | [ 98 ]  |
| Liu Shiying     | rzut oszczepem (k) | 61,95        | 9.           | 66,34 | złoto   | [ 98 ]  |
| Gong Lijiao     | pchnięcie kulą (k) | 19,46        | 1.           | 20,58 | złoto   | [ 99 ]  |
| Song Jiayuan    | pchnięcie kulą (k) | 19,23        | 2.           | 19,14 | 5.      | [ 99 ]  |
| Gao Yang        | pchnięcie kulą (k) | 18,80        | 7.           | 18,67 | 10.     | [ 99 ]  |
| Xu Huiqin       | skok o tyczce (k)  | 4,55         | 13.          | 4,50  | 8.      | [ 100 ] |
| Li Ling         | skok o tyczce (k)  | NM           | -            | NQ    | NQ      | [ 100 ] |
| Chen Yang       | rzut dyskiem (k)   | 62,72        | 9.           | 61,57 | 10.     | [ 101 ] |
| Feng Bin        | rzut dyskiem (k)   | 60,45        | 17.          | NQ    | NQ      | [ 101 ] |
| Su Xinyue       | rzut dyskiem (k)   | 58,90        | 20.          | NQ    | NQ      | [ 101 ] |

Wieloboje
Siedmiobój
| Zawodnik     | Konkurencja | 100 m | HJ   | SP    | 200 m | LJ   | JT    | 800 m   | Razem | Pozycja | Źródło  |
| ------------ | ----------- | ----- | ---- | ----- | ----- | ---- | ----- | ------- | ----- | ------- | ------- |
| Zheng Ninali | Rezultat    | 13,27 | 1,80 | 13,55 | 24,56 | 6,12 | 42,60 | 2:10,35 | 6318  | 10.     | [ 102 ] |
| Zheng Ninali | Punkty      | 1084  | 978  | 764   | 928   | 887  | 717   | 960     | 6318  | 10.     | [ 102 ] |

### Łucznictwo
| Zawodnik                                        | Konkurencja       | Runda rankingowa | Runda rankingowa | 1/32               | 1/16             | 1/8                  | Ćwierćfinały            | Półfinały        | Finał            | Finał   | Źródło                  |
| Zawodnik                                        | Konkurencja       | Wynik            | Miejsce          | Przeciwnik Wynik   | Przeciwnik Wynik | Przeciwnik Wynik     | Przeciwnik Wynik        | Przeciwnik Wynik | Przeciwnik Wynik | Pozycja | Źródło                  |
| ----------------------------------------------- | ----------------- | ---------------- | ---------------- | ------------------ | ---------------- | -------------------- | ----------------------- | ---------------- | ---------------- | ------- | ----------------------- |
| Wei Shaoxuan                                    | indywidualnie (m) | 674              | 7.               | Pineda W 6-0       | Worth P 4-6      | NQ                   | NQ                      | NQ               | NQ               | 17.     | [ 103 ] [ 104 ] [ 105 ] |
| Li Jialun                                       | indywidualnie (m) | 669              | 11.              | Baatarkhuyag W 6-4 | De Smedt W 6-5   | Abdullin W 6-5       | Furukawa P 0-6          | NQ               | NQ               | 8.      | [ 103 ] [ 104 ] [ 105 ] |
| Wang Dapeng                                     | indywidualnie (m) | 668              | 13.              | Musajew W 6-4      | Mohamad P 5-6    | NQ                   | NQ                      | NQ               | NQ               | 17.     | [ 103 ] [ 104 ] [ 105 ] |
| Yang Xiaolei                                    | indywidualnie (k) | 654              | 14.              | Mîrca W 6-0        | Anagöz P 2-6     | NQ                   | NQ                      | NQ               | NQ               | 17.     | [ 106 ] [ 107 ] [ 108 ] |
| Wu Jiaxin                                       | indywidualnie (k) | 652              | 18.              | Folkard W 6-2      | Bettles W 6-2    | Nakamura W 7-1       | Boari P 2-6             | NQ               | NQ               | 6.      | [ 106 ] [ 107 ] [ 108 ] |
| Long Xiaoqing                                   | indywidualnie (k) | 646              | 28.              | Amaistroaie W 6-2  | Brown P 0-6      | NQ                   | NQ                      | NQ               | NQ               | 17.     | [ 106 ] [ 107 ] [ 108 ] |
| Wei Shaoxuan Li Jialun Wang Dapeng              | drużynowo (m)     | 2011             | 3.               | N/A                | N/A              | Bye                  | Chińskie Tajpej · P 1-5 | NQ               | NQ               | 6.      | [ 109 ] [ 110 ]         |
| Yang Xiaolei Wu Jiaxin Long Xiaoqing            | drużynowo (k)     | 1952             | 5.               | N/A                | N/A              | Białoruś · P 3-5     | NQ                      | NQ               | NQ               | 9.      | [ 111 ] [ 112 ]         |
| Wei Shaoxuan Yang Xiaolei Wang Dapeng Wu Jiaxin | mikst             | 1328             | 5.               | N/A                | N/A              | Huston Bettles P 3-5 | NQ                      | NQ               | NQ               | 9.      | [ 113 ] [ 114 ]         |

### Pięciobój nowoczesny
| Zawodnik      | Konkurencja | Szermierka      | Szermierka | Szermierka | Pływanie | Pływanie | Pływanie | Jazda konna | Jazda konna | Kombinacja: strzelanie/bieg przełajowy | Kombinacja: strzelanie/bieg przełajowy | Kombinacja: strzelanie/bieg przełajowy | Suma punktów | Pozycja | Źródło  |
| Zawodnik      | Konkurencja | Wynik (wygrane) | M.         | Punkty     | Czas     | M.       | Punkty   | M.          | Punkty      | Czas                                   | M.                                     | Punkty                                 | Suma punktów | Pozycja | Źródło  |
| ------------- | ----------- | --------------- | ---------- | ---------- | -------- | -------- | -------- | ----------- | ----------- | -------------------------------------- | -------------------------------------- | -------------------------------------- | ------------ | ------- | ------- |
| Zhang Xiaonan | kobiety     | 19              | 19.        | 204        | 2:21,44  | 31.      | 268      | 11.         | 293         | 13:10,16                               | 29.                                    | 510                                    | 1275         | 22.     | [ 115 ] |
| Zhang Mingyu  | kobiety     | 16              | 20.        | 199        | 2:15,23  | 18.      | 280      | 19.         | 286         | 13:17,67                               | 31.                                    | 503                                    | 1268         | 25.     | [ 115 ] |
| Luo Shuai     | mężczyźni   | 18              | 18.        | 208        | 2:04,08  | 21.      | 302      | 30.         | 249         | 10:54,13                               | 4.                                     | 646                                    | 1404         | 21.     | [ 116 ] |
| Li Shuhuan    | mężczyźni   | 16              | 26.        | 196        | 2:09,27  | 34.      | 292      | 17.         | 284         | 11:08,89                               | 13.                                    | 632                                    | 1404         | 22.     | [ 116 ] |

### Piłka nożna
Turniej kobiet
- Reprezentacja kobiet

| - Zhu Yu - Li Mengwen - Lin Yuping - Li Qingtong - Wu Haiyan - Zhang Xin - Wang Shuang - Wang Yan - Miao Siwen - Wang Yanwen - Wang Shanshan |  | - Peng Shimeng - Yang Lina - Liu Jing - Yang Man - Wang Xiaoxue - Luo Guiping - Wurigumula - Wang Ying - Xiao Yuyi - Chen Qiaozhu - Ding Xuan |

| Drużyna | Konkurencja    | Faza grupowa     | Faza grupowa     | Faza grupowa     | Faza grupowa | Ćwierćfinały     | Półfinały        | Finał mecz o 3. miejsce | Pozycja | Źródło  |
| Drużyna | Konkurencja    | Przeciwnik Wynik | Przeciwnik Wynik | Przeciwnik Wynik | Pozycja      | Przeciwnik Wynik | Przeciwnik Wynik | Przeciwnik Wynik        | Pozycja | Źródło  |
| ------- | -------------- | ---------------- | ---------------- | ---------------- | ------------ | ---------------- | ---------------- | ----------------------- | ------- | ------- |
| Chiny   | turniej kobiet | Brazylia 0:5     | Zambia 4:4       | Holandia 2:8     | 4.           | NQ               | NQ               | NQ                      | 10.     | [ 117 ] |

### Piłka wodna
Turniej kobiet
- Reprezentacja kobiet

| - Peng Lin - Wang Xinyan - Mei Xiaohan - Xiong Dunhan - Niu Guannan - Zhai Ying - Lu Yiwen |  | - Wang Huan - Deng Zewen - Zhang Danyi - Chen Xiao - Zhang Jing - Shen Yineng |

| Drużyna | Konkurencja    | Faza grupowa                      | Faza grupowa           | Faza grupowa     | Faza grupowa     | Faza grupowa | Ćwierćfinały     | Półfinały        | Finał mecz o 3. miejsce | Pozycja | Źródło                          |
| Drużyna | Konkurencja    | Przeciwnik Wynik                  | Przeciwnik Wynik       | Przeciwnik Wynik | Przeciwnik Wynik | Pozycja      | Przeciwnik Wynik | Przeciwnik Wynik | Przeciwnik Wynik        | Pozycja | Źródło                          |
| ------- | -------------- | --------------------------------- | ---------------------- | ---------------- | ---------------- | ------------ | ---------------- | ---------------- | ----------------------- | ------- | ------------------------------- |
| Chiny   | turniej kobiet | Rosyjski Komitet Olimpijski 17:18 | Stany Zjednoczone 7:12 | Japonia 16:11    | Węgry 11:9       | 4.           | Hiszpania 7:11   | Holandia 6:13    | Kanada 7:16             | 8.      | [ 118 ] [ 119 ] [ 120 ] [ 121 ] |

### Pływanie
| Zawodnik                                                                         | Konkurencja                          | Eliminacje | Eliminacje | Półfinał | Półfinał | Finał     | Finał   | Źródło                  |
| Zawodnik                                                                         | Konkurencja                          | Czas       | Miejsce    | Czas     | Miejsce  | Czas      | Miejsce | Źródło                  |
| -------------------------------------------------------------------------------- | ------------------------------------ | ---------- | ---------- | -------- | -------- | --------- | ------- | ----------------------- |
| Yu Hexin                                                                         | 50 m dowolnym (m)                    | 22,14      | 19.        | NQ       | NQ       | NQ        | NQ      | [ 122 ]                 |
| He Junyi                                                                         | 100 m dowolnym (m)                   | 48,50      | 18.        | NQ       | NQ       | NQ        | NQ      | [ 123 ]                 |
| Ji Xinjie                                                                        | 200 m dowolnym (m)                   | 1:46,86    | 21.        | NQ       | NQ       | NQ        | NQ      | [ 124 ]                 |
| Ji Xinjie                                                                        | 400 m dowolnym (m)                   | 3:48,27    | 19.        | N/A      | N/A      | NQ        | NQ      | [ 125 ]                 |
| Cheng Long                                                                       | 800 m dowolnym (m)                   | 7:58,71    | 27.        | N/A      | N/A      | NQ        | NQ      | [ 126 ]                 |
| Cheng Long                                                                       | 1500 m dowolnym (m)                  | 15:18,71   | 24.        | N/A      | N/A      | NQ        | NQ      | [ 127 ]                 |
| Xu Jiayu                                                                         | 100 m grzbietowym (m)                | 52,70      | 3.         | 52,94    | 6.       | 52,51     | 5.      | [ 128 ] [ 129 ] [ 130 ] |
| Xu Jiayu                                                                         | 200 m grzbietowym (m)                | 1:57,76    | 15.        | NQ       | NQ       | NQ        | NQ      | [ 131 ] [ 132 ]         |
| Yan Zibei                                                                        | 100 m klasycznym (m)                 | 58,75      | 5.         | 58,72    | 4.       | 58,99     | 6.      | [ 133 ] [ 134 ] [ 135 ] |
| Qin Haiyang                                                                      | 200 m klasycznym (m)                 | DSQ        | DSQ        | NQ       | NQ       | NQ        | NQ      | [ 136 ]                 |
| Sun Jiajun                                                                       | 100 m motylkowym (m)                 | 51,74      | 16.        | 51,82    | 13.      | NQ        | NQ      | [ 137 ] [ 138 ]         |
| Wang Shun                                                                        | 200 m zmiennym (m)                   | 1:57,42    | 7.         | 1:56,22  | 1.       | 1:55,00   | złoto   | [ 139 ] [ 140 ] [ 141 ] |
| Qin Haiyang                                                                      | 200 m zmiennym (m)                   | 1:58,95    | 26.        | NQ       | NQ       | NQ        | NQ      | [ 139 ] [ 140 ] [ 141 ] |
| Wang Shun                                                                        | 400 m zmiennym (m)                   | 4:10,63    | 10.        | N/A      | N/A      | NQ        | NQ      | [ 142 ]                 |
| Ji Xinjie Hong Jinquan Zhang Ziyang Wang Shun                                    | sztafeta 4 × 200 m dowolnym (m)      | 7:08,27    | 9.         | N/A      | N/A      | NQ        | NQ      | [ 143 ]                 |
| Xu Jiayu Yan Zibei Sun Jiajun He Junyi                                           | sztafeta 4 × 100 m zmiennym (m)      | 3:31,72    | 4.         | N/A      | N/A      | DSQ       | DSQ     | [ 144 ] [ 145 ]         |
| Zhang Yufei                                                                      | 50 m dowolnym (k)                    | 24,36      | 6.         | 24,32    | 9.       | NQ        | NQ      | [ 146 ] [ 147 ] [ 148 ] |
| Wu Qingfeng                                                                      | 50 m dowolnym (k)                    | 24,55      | 10.        | 24,32    | 8.       | 24,32     | 6.      | [ 146 ] [ 147 ] [ 148 ] |
| Wu Qingfeng                                                                      | 100 m dowolnym (k)                   | 53,87      | 18.        | 54,86    | 16.      | NQ        | NQ      | [ 149 ] [ 150 ] [ 151 ] |
| Yang Junxuan                                                                     | 100 m dowolnym (k)                   | 53,02      | 8.         | [ g ]    | 17.      | NQ        | NQ      | [ 149 ] [ 150 ] [ 151 ] |
| Yang Junxuan                                                                     | 200 m dowolnym (k)                   | 1:56,17    | 6.         | 1:55,98  | 4.       | 1:55,01   | 4.      | [ 152 ] [ 153 ] [ 154 ] |
| Li Bingjie                                                                       | 200 m dowolnym (k)                   | 1:56,17    | 20.        | NQ       | NQ       | NQ        | NQ      | [ 152 ] [ 153 ] [ 154 ] |
| Li Bingjie                                                                       | 400 m dowolnym                       | 4:01,57    | 2.         | N/A      | N/A      | 4:01,08   | .       | [ 155 ] [ 156 ]         |
| Tang Muhan                                                                       | 400 m dowolnym                       | 4:04,07    | 8.         | N/A      | N/A      | 4:04,10   | 5.      | [ 155 ] [ 156 ]         |
| Wang Jianjiahe                                                                   | 800 m dowolnym (k)                   | 8:20,58    | 8.         | N/A      | N/A      | 8:21,93   | 5.      | [ 157 ] [ 158 ]         |
| Li Bingjie                                                                       | 800 m dowolnym (k)                   | 8:22,49    | 10.        | N/A      | N/A      | NQ        | NQ      | [ 157 ] [ 158 ]         |
| Wang Jianjiahe                                                                   | 1500 m dowolnym (k)                  | 15:41,49   | 2.         | N/A      | N/A      | 15:46,37  | 4.      | [ 159 ] [ 160 ]         |
| Li Bingjie                                                                       | 1500 m dowolnym (k)                  | 15:59,92   | 10.        | N/A      | N/A      | NQ        | NQ      | [ 159 ] [ 160 ]         |
| Peng Xuwei                                                                       | 100 m grzbietowym (k)                | 59,78      | 9.         | 59,98    | 12.      | NQ        | NQ      | [ 161 ] [ 162 ] [ 163 ] |
| Chen Jie                                                                         | 100 m grzbietowym (k)                | 1:00,63    | 22.        | NQ       | NQ       | NQ        | NQ      | [ 161 ] [ 162 ] [ 163 ] |
| Liu Yaxin                                                                        | 200 m grzbietowym (k)                | 2:08,36    | 5.         | 2:08,65  | 6.       | 2:08,48   | 8.      | [ 164 ] [ 165 ] [ 166 ] |
| Peng Xuwei                                                                       | 200 m grzbietowym (k)                | 2:09,03    | 7.         | 2:08,76  | 8.       | 2:08,26   | 7.      | [ 164 ] [ 165 ] [ 166 ] |
| Tang Qianting                                                                    | 100 m klasycznym (k)                 | 1:06,47    | 10.        | 1:006,63 | 10.      | NQ        | NQ      | [ 167 ] [ 168 ]         |
| Yu Jingyao                                                                       | 200 m klasycznym (k)                 | 2:23,17    | 8.         | 2:24,76  | 12.      | NQ        | NQ      | [ 169 ] [ 170 ]         |
| Zhang Yufei                                                                      | 100 m motylkowym (k)                 | 55,82      | 1.         | 55,89    | 1.       | 55,64     | srebro  | [ 171 ] [ 172 ] [ 173 ] |
| Zhang Yufei                                                                      | 200 m motylkowym (k)                 | 2:07,50    | 1.         | 2:04,89  | 1.       | 2:03,86   | złoto   | [ 174 ] [ 175 ] [ 176 ] |
| Yu Liyan                                                                         | 200 m motylkowym (k)                 | 2:08,36    | 3.         | 2:070,04 | 5.       | 2:07,85   | 6.      | [ 174 ] [ 175 ] [ 176 ] |
| Yu Yiting                                                                        | 200 m zmiennym (k)                   | 2:10,22    | 8.         | 2:009,72 | 4.       | 2:09,57   | 5.      | [ 177 ] [ 178 ] [ 179 ] |
| Yu Yiting                                                                        | 400 m zmiennym (k)                   | 4:41,64    | 11.        | N/A      | N/A      | NQ        | NQ      | [ 180 ]                 |
| Xin Xin                                                                          | 10 km (k)                            | N/A        | N/A        | N/A      | N/A      | 2:00:10,1 | 8.      | [ 181 ]                 |
| Cheng Yujie Zhu Menghui Ai Yanhan Wu Qingfeng                                    | sztafeta 4 × 100 m dowolnym (k)      | 3:35,07    | 5.         | N/A      | N/A      | 3:34,76   | 7.      | [ 182 ] [ 183 ]         |
| Tang Muhan Zhang Yifan Dong Jie Li Bingjie Yang Junxuanbr />Zhang Yufei          | sztafeta 4 × 200 m dowolnym (k)      | 7:48,98    | 3.         | N/A      | N/A      | 7:40,33   | złoto   | [ 184 ] [ 185 ]         |
| Chen Jie Tang Qianting Yu Yiting Wu Qingfeng Peng Xuwei Zhang Yufei Yang Junxuan | sztafeta 4 × 100 m zmiennym (k)      | 3:57,70    | 8.         | N/A      | N/A      | 3:54,13   | 4.      | [ 186 ] [ 187 ]         |
| Xu Jiayu Yan Zibei Zhang Yufei Yang Junxuan                                      | sztafeta mieszana 4 × 100 m zmiennym | 3:42,29    | 3.         | N/A      | N/A      | 3:38,86   | srebro  | [ 188 ] [ 189 ]         |

### Pływanie synchroniczne
| Zawodnik                                                                                    | Konkurencja | Eliminacje       | Eliminacje    | Eliminacje | Eliminacje | Finał            | Finał         | Finał    | Finał   | Źródło                  |
| Zawodnik                                                                                    | Konkurencja | Runda techniczna | Runda dowolna | Razem      | Miejsce    | Runda techniczna | Runda dowolna | Razem    | Miejsce | Źródło                  |
| Zawodnik                                                                                    | Konkurencja | Punkty           | Punkty        | Punkty     | Miejsce    | Punkty           | Punkty        | Punkty   | Miejsce | Źródło                  |
| ------------------------------------------------------------------------------------------- | ----------- | ---------------- | ------------- | ---------- | ---------- | ---------------- | ------------- | -------- | ------- | ----------------------- |
| Huang Xuechen Sun Wenyan                                                                    | Duety       | 96,2333          | 95,5499       | 191,7832   | 2.         | 95,5499          | 96,9000       | 192,4499 | srebro  | [ 190 ] [ 191 ] [ 192 ] |
| Feng Yu Guo Li Huang Xuechen Liang Xinping Sun Wenyan Wang Qianyi Xiao Yanning Yin Chengxin | Drużyny     | N/A              | N/A           | N/A        | N/A        | 96,2310          | 97,3000       | 193,5310 | srebro  | [ 193 ] [ 194 ]         |

### Podnoszenie ciężarów
| Zawodnik    | Konkurencja     | Rwanie | Rwanie  | Podrzut | Podrzut | Razem  | Pozycja | Źródło  |
| Zawodnik    | Konkurencja     | Wynik  | Pozycja | Wynik   | Pozycja | Razem  | Pozycja | Źródło  |
| ----------- | --------------- | ------ | ------- | ------- | ------- | ------ | ------- | ------- |
| Li Fabin    | -61 kg mężczyzn | 141 kg | 1.      | 172 kg  | 1.      | 313 kg | złoto   | [ 195 ] |
| Chen Lijun  | -67 kg mężczyzn | 145 kg | 4.      | 187 kg  | 1.      | 332 kg | złoto   | [ 195 ] |
| Shi Zhiyong | -73 kg mężczyzn | 166 kg | 1.      | 198 kg  | 1.      | 364 kg | złoto   | [ 195 ] |
| Lü Xiaojun  | -67 kg mężczyzn | 170 kg | 1.      | 204 kg  | 1.      | 374 kg | złoto   | [ 195 ] |
| Hou Zhihui  | -49 kg kobiet   | 94 kg  | 1.      | 116 kg  | 1.      | 210 kg | złoto   | [ 195 ] |
| Liao Qiuyun | -55 kg kobiet   | 97 kg  | 3.      | 126 kg  | 2.      | 223 kg | srebro  | [ 195 ] |
| Wang Zhouyu | -87 kg kobiet   | 120 kg | 1.      | 150 kg  | 1.      | 270 kg | złoto   | [ 195 ] |
| Li Wenwen   | +87 kg kobiet   | 140 kg | 1.      | 180 kg  | 1.      | 320 kg | złoto   | [ 195 ] |

### Rugby 7
- Reprezentacja kobiet

| - Tang Minglin - Ruan Hongting - Wu Juan - Wang Wanyu - Liu Xiaoqian - Yan Meiling - Gu Yaoyao |  | - Xu Xiaoyan - Yu Xiaoming - Yu Liping - Yang Min - Chen Keyi - Yang Feifei |

| Drużyna | Konkurencja | Faza grupowa            | Faza grupowa     | Faza grupowa     | Faza grupowa | Ćwierćfinały     | Półfinały               | Finał/Mecz 3.miejsce              | Pozycja | Źródło          |
| Drużyna | Konkurencja | Przeciwnik Wynik        | Przeciwnik Wynik | Przeciwnik Wynik | Pozycja      | Przeciwnik Wynik | Przeciwnik Wynik        | Przeciwnik Wynik                  | Pozycja | Źródło          |
| ------- | ----------- | ----------------------- | ---------------- | ---------------- | ------------ | ---------------- | ----------------------- | --------------------------------- | ------- | --------------- |
| Chiny   | kobiety     | Stany Zjednoczone 28:14 | Australia 26:10  | Japonia 29:0     | 3.           | Francja 24:10    | Stany Zjednoczone 33:14 | Rosyjski Komitet Olimpijski 22:10 | 7.      | [ 196 ] [ 197 ] |

### Siatkówka
- Reprezentacja kobiet

| - Yuan Xinyue - Zhu Ting - Gong Xiangyu - Wang Yuanyuan - Zhang Changning - Liu Xiaotong |  | - Yao Di - Li Yingying - Ding Xia - Yan Ni - Wang Mengjie - Liu Yanhan |

| Drużyna | Konkurencja    | Faza grupowa     | Faza grupowa            | Faza grupowa                      | Faza grupowa     | Faza grupowa     | Faza grupowa | Ćwierćfinały     | Półfinały        | Finał            | Pozycja | Źródło  |
| Drużyna | Konkurencja    | Przeciwnik Wynik | Przeciwnik Wynik        | Przeciwnik Wynik                  | Przeciwnik Wynik | Przeciwnik Wynik | Pozycja      | Przeciwnik Wynik | Przeciwnik Wynik | Przeciwnik Wynik | Pozycja | Źródło  |
| ------- | -------------- | ---------------- | ----------------------- | --------------------------------- | ---------------- | ---------------- | ------------ | ---------------- | ---------------- | ---------------- | ------- | ------- |
| Chiny   | turniej kobiet | Turcja P 0:3     | Stany Zjednoczone P 0:3 | Rosyjski Komitet Olimpijski P 2:3 | Włochy W 3:0     | Argentyna W 3:0  | 5.           | NQ               | NQ               | NQ               | 9.      | [ 198 ] |

#### Siatkówka plażowa
| Zawodnik             | Konkurencja | Faza grupowa                                | Faza grupowa                               | Faza grupowa                           | Pozycja | Plat-off         | 1/8                                 | Ćwierćfinały     | Półfinały        | Finał            | Finał   | Źródło  |
| Zawodnik             | Konkurencja | Przeciwnik Wynik                            | Przeciwnik Wynik                           | Przeciwnik Wynik                       | Pozycja | Przeciwnik Wynik | Przeciwnik Wynik                    | Przeciwnik Wynik | Przeciwnik Wynik | Przeciwnik Wynik | Pozycja | Źródło  |
| -------------------- | ----------- | ------------------------------------------- | ------------------------------------------ | -------------------------------------- | ------- | ---------------- | ----------------------------------- | ---------------- | ---------------- | ---------------- | ------- | ------- |
| Xue Chen Wang Xinxin | kobiet      | Ross Klineman 0:2 (17:21, 19:21)            | Keizer Meppelink 2:1 (19:21, 31:29, 15:13) | Fernández Baquerizo 2:0 (21:13, 21:10) | 2.      | N/A              | del Solar Clancy 0:2 (20:22, 13:21) | NQ               | NQ               | NQ               | 9.      | [ 199 ] |
| Wang Fan Xia Xinyi   | kobiet      | Bansley Wilkerson 2:1 (18:21, 21:15, 15:11) | Bednarczuk Duda 2:0 (21:18, 21:14)         | Gallay Pereyra 2:0 (21:14, 21:13)      | 1.      | N/A              | Ramos Cavalcanti 0:2 (14:21, 21:23) | NQ               | NQ               | NQ               | 9.      | [ 199 ] |

### Skateboarding
| Zawodnik  | Konkurencja | Eliminacje | Eliminacje | Eliminacje | Eliminacje | Finał | Finał | Finał | Pozycja | Źródło  |
| Zawodnik  | Konkurencja | 1          | 2          | 3          | Wynik      | 1     | 2     | 3     | Pozycja | Źródło  |
| --------- | ----------- | ---------- | ---------- | ---------- | ---------- | ----- | ----- | ----- | ------- | ------- |
| Zhang Xin | park (k)    | 23,25      | 23,03      | 28,16      | 28,16      | NQ    | NQ    | NQ    | 15.     | [ 200 ] |

| Zawodnik    | Konkurencja | Eliminacje | Eliminacje | Finał  | Finał   | Źródło  |
| Zawodnik    | Konkurencja | Punkty     | Miejsce    | Punkty | Miejsce | Źródło  |
| ----------- | ----------- | ---------- | ---------- | ------ | ------- | ------- |
| Zeng Wenhui | street (k)  | 12,31      | 6.         | 9,66   | 6.      | [ 201 ] |

### Skoki do wody
| Zawodnik               | Konkurencja                       | Preliminacje | Preliminacje | Półfinał | Półfinał | Finał  | Finał   | Źródło                  |
| Zawodnik               | Konkurencja                       | Punkty       | Miejsce      | Punkty   | Miejsce  | Punkty | Miejsce | Źródło                  |
| ---------------------- | --------------------------------- | ------------ | ------------ | -------- | -------- | ------ | ------- | ----------------------- |
| Xie Siyi               | trampolina 3 m indywidualnie (m)  | 520,90       | 2.           | 543,45   | 1.       | 558,75 | złoto   | [ 202 ] [ 203 ] [ 204 ] |
| Wang Zongyuan          | trampolina 3 m indywidualnie (m)  | 531,30       | 1.           | 540,50   | 2.       | 534,90 | srebro  | [ 202 ] [ 203 ] [ 204 ] |
| Cao Yuan               | wieża 10 m indywidualnie (m)      | 529,30       | 2.           | 513,70   | 1.       | 582,35 | złoto   | [ 205 ] [ 206 ] [ 207 ] |
| Yang Jian              | wieża 10 m indywidualnie (m)      | 546,90       | 1.           | 480,85   | 2.       | 580,40 | srebro  | [ 205 ] [ 206 ] [ 207 ] |
| Wang Zongyuan Xie Siyi | trampolina 3 m synchronicznie (m) | N/A          | N/A          | N/A      | N/A      | 467,82 | złoto   | [ 208 ]                 |
| Cao Yuan Chen Aisen    | wieża 10 m synchronicznie (m)     | N/A          | N/A          | N/A      | N/A      | 470,58 | srebro  | [ 209 ]                 |
| Shi Tingmao            | trampolina 3 m indywidualnie (k)  | 350,45       | 1.           | 371,45   | 1.       | 383,50 | złoto   | [ 210 ] [ 211 ] [ 212 ] |
| Wang Han               | trampolina 3 m indywidualnie (k)  | 347,25       | 2.           | 346,85   | 2.       | 348,75 | srebro  | [ 210 ] [ 211 ] [ 212 ] |
| Quan Hongchan          | wieża 10 m indywidualnie (k)      | 364,65       | 2.           | 415,65   | 1.       | 466,20 | złoto   | [ 213 ] [ 214 ] [ 215 ] |
| Chen Yuxi              | wieża 10 m indywidualnie (k)      | 390,70       | 1.           | 407,75   | 2.       | 425,40 | srebro  | [ 213 ] [ 214 ] [ 215 ] |
| Shi Tingmao Wang Han   | trampolina 3 m synchronicznie (k) | N/A          | N/A          | N/A      | N/A      | 326,40 | złoto   | [ 216 ]                 |
| Chen Yuxi Zhang Jiaqi  | wieża 10 m synchronicznie (k)     | N/A          | N/A          | N/A      | N/A      | 363,78 | złoto   | [ 217 ]                 |

### Strzelectwo
| Zawodnik                  | Konkurencja                         | Kwalifikacje | Kwalifikacje | Kwalifikacje | Kwalifikacje | Finał   | Finał   | Źródło                          |
| Zawodnik                  | Konkurencja                         | Faza 1       | Faza 1       | Faza 2       | Faza 2       | Finał   | Finał   | Źródło                          |
| Zawodnik                  | Konkurencja                         | Wynik        | Pozycja      | Wynik        | Pozycja      | Wynik   | Pozycja | Źródło                          |
| ------------------------- | ----------------------------------- | ------------ | ------------ | ------------ | ------------ | ------- | ------- | ------------------------------- |
| Yang Haoran               | karabin pneumatyczny (m)            | 632,7        | 1.           | N/A          | N/A          | 229,4   | brąz    | [ 218 ] [ 219 ]                 |
| Sheng Lihao               | karabin pneumatyczny (m)            | 629,2        | 8.           | N/A          | N/A          | 250,9   | srebro  | [ 218 ] [ 219 ]                 |
| Zhang Changhong           | karabin małokalibrowy 3 postawy (m) | 1183-67x     | 2.           | N/A          | N/A          | 466,0 , | złoto   | [ 220 ] [ 221 ]                 |
| Zhao Zhonghao             | karabin małokalibrowy 3 postawy (m) | 1173-64x     | 11.          | N/A          | N/A          | NQ      | NQ      | [ 220 ] [ 221 ]                 |
| Yang Qian                 | karabin pneumatyczny (k)            | 628,7        | 6.           | N/A          | N/A          | 251,8   | złoto   | [ 222 ] [ 223 ]                 |
| Wang Luyao                | karabin pneumatyczny (k)            | 625,6        | 18.          | N/A          | N/A          | NQ      | NQ      | [ 222 ] [ 223 ]                 |
| Shi Mengyao               | karabin małokalibrowy 3 postawy (k) | 1171-57x     | 9.           | N/A          | N/A          | NQ      | NQ      | [ 224 ] [ 225 ]                 |
| Chen Dongqi               | karabin małokalibrowy 3 postawy (k) | 1165-49x     | 19.          | N/A          | N/A          | NQ      | NQ      | [ 224 ] [ 225 ]                 |
| Yang Qian Yang Haoran     | karabin pneumatyczny (mikst)        | 633,2        | 1.           | 419,7        | 1.           | 17      | złoto   | [ 226 ] [ 227 ] [ 228 ] [ 229 ] |
| Zhang Yu Sheng Lihao      | karabin pneumatyczny (mikst)        | 626,7        | 11.          | NQ           | NQ           | NQ      | NQ      | [ 226 ] [ 227 ] [ 228 ] [ 229 ] |
| Zhang Bowen               | pistolet pneumatyczny (m)           | 586-18x      | 2.           | N/A          | N/A          | 158,2   | 6.      | [ 230 ] [ 231 ]                 |
| Pang Wei                  | pistolet pneumatyczny (m)           | 578-22x      | 7.           | N/A          | N/A          | 217,6   | brąz    | [ 230 ] [ 231 ]                 |
| Lin Junmin                | pistolet szybkostrzelny (m)         | 584-20x      | 4.           | N/A          | N/A          | 12      | 6.      | [ 232 ] [ 233 ]                 |
| Li Yuehong                | pistolet szybkostrzelny (m)         | 582-28x      | 6.           | N/A          | N/A          | 26      | brąz    | [ 232 ] [ 233 ]                 |
| Jiang Ranxin              | pistolet pneumatyczny (k)           | 587-23x      | 1.           | N/A          | N/A          | 218,0   | brąz    | [ 234 ] [ 235 ]                 |
| Lin Yuemei                | pistolet pneumatyczny (k)           | 479-14x      | 4.           | N/A          | N/A          | 176,6   | 5.      | [ 234 ] [ 235 ]                 |
| Xiao Jiaruixuan           | pistolet sportowy (k)               | 587-27x      | 2.           | N/A          | N/A          | 29      | brąz    | [ 236 ] [ 237 ]                 |
| Xiong Yaxuan              | pistolet sportowy (k)               | 580-23x      | 16.          | N/A          | N/A          | NQ      | NQ      | [ 236 ] [ 237 ]                 |
| Jiang Ranxin Pang Wei     | pistolet pneumatyczny (mikst)       | 581-19x      | 3.           | 387-10x      | 1.           | 16      | złoto   | [ 238 ] [ 239 ] [ 240 ] [ 241 ] |
| Wang Qian He Zhengyang    | pistolet pneumatyczny (mikst)       | 576-13x      | 7.           | 380-12x      | 6.           | NQ      | NQ      | [ 238 ] [ 239 ] [ 240 ] [ 241 ] |
| Wang Xiaojing             | trap (k)                            | 117          | 11.          | N/A          | N/A          | NQ      | NQ      | [ 242 ] [ 243 ]                 |
| Deng Weiyun               | trap (k)                            | 115          | 18.          | N/A          | N/A          | NQ      | NQ      | [ 242 ] [ 243 ]                 |
| Wei Meng                  | skeet (k)                           | 124 = =      | 1.           | N/A          | N/A          | 46      | brąz    | [ 244 ] [ 245 ]                 |
| Zhang Donglian            | skeet (k)                           | 116          | 17.          | N/A          | N/A          | NQ      | NQ      | [ 244 ] [ 245 ]                 |
| Yu Haicheng               | trap (m)                            | 123+2        | 5.           | N/A          | N/A          | 24      | 5.      | [ 246 ] [ 247 ]                 |
| Wang Xiaojing Yu Haicheng | trap mikst                          | 144          | 9.           | NQ           | NQ           | NQ      | NQ      | [ 248 ] [ 249 ] [ 250 ]         |

### Szermierka
| Zawodnik                                   | Konkurencja              | 1/32                  | 1/16                 | 1/8                   | Ćwierćfinały        | Półfinały                             | Finał/o 3. miejsce         | Finał/o 3. miejsce | Źródło  |
| Zawodnik                                   | Konkurencja              | Przeciwnik Wynik      | Przeciwnik Wynik     | Przeciwnik Wynik      | Przeciwnik Wynik    | Przeciwnik Wynik                      | Przeciwnik Wynik           | Pozycja            | Źródło  |
| ------------------------------------------ | ------------------------ | --------------------- | -------------------- | --------------------- | ------------------- | ------------------------------------- | -------------------------- | ------------------ | ------- |
| Huang Mengkai                              | floret indywidualnie (m) | Cervantes P 14-15     | NQ                   | NQ                    | NQ                  | NQ                                    | NQ                         | 33.                | [ 251 ] |
| Xu Yingming                                | szabla indywidualnie (m) | Bye                   | Luigi Samele P 12-15 | NQ                    | NQ                  | NQ                                    | NQ                         | 26.                | [ 252 ] |
| Dong Chao                                  | szpada indywidualnie (m) | Blais Bélanger W 15-7 | Siklósi P 9-15       | NQ                    | NQ                  | NQ                                    | NQ                         | 31.                | [ 253 ] |
| Wang Zijie                                 | szpada indywidualnie (m) | Bye                   | El Kord P 14-15      | NQ                    | NQ                  | NQ                                    | NQ                         | 21.                | [ 253 ] |
| Lan Minghao                                | szpada indywidualnie (m) | Bye                   | Nikiszyn W 13-12     | El-Sayed P 9-15       | NQ                  | NQ                                    | NQ                         | 16.                | [ 253 ] |
| Dong Chao Wang Zijie Lan Minghao           | szpada drużynowo (m)     | N/A                   | N/A                  | Bye                   | Ukraina · W 45-35   | Rosyjski Komitet Olimpijski · P 38-45 | Korea Południowa · P 42-45 | 4.                 | [ 254 ] |
| Chen Qingyuan                              | floret indywidualnie (k) | Bye                   | Hany W 15-6          | Jeon Hee-sook P 11-14 | NQ                  | NQ                                    | NQ                         | 11.                | [ 255 ] |
| Yang Hengyu                                | szabla indywidualnie (k) | Mohamed W 15-1        | Charłan W 15-11      | Pozdniakowa P 8-15    | NQ                  | NQ                                    | NQ                         | 16.                | [ 256 ] |
| Qian Jiarui                                | szabla indywidualnie (k) | Bye                   | Tamura W 15-8        | Pusztai W 15-10       | Pozdniakowa P 12-15 | NQ                                    | NQ                         | 6.                 | [ 256 ] |
| Shao Yaqi                                  | szabla indywidualnie (k) | Bye                   | Dayibekova P 10-15   | NQ                    | NQ                  | NQ                                    | NQ                         | 18.                | [ 256 ] |
| Yang Hengyu Qian Jiarui Shao Yaqi Guo Yiqi | szabla drużynowo (k)     | N/A                   | N/A                  | Bye                   | Włochy · P 41-45    | Stany Zjednoczone · P 35-45           | Węgry · W 45-30            | 7.                 | [ 257 ] |
| Sun Yiwen                                  | szpada indywidualnie (k) | Bye                   | Khakimova W 15-10    | Zhu Mingye W 15-13    | Isola W 11-10       | Murtazajewa W 12-8                    | Popescu W 11-10            | złoto              | [ 258 ] |
| Lin Sheng                                  | szpada indywidualnie (k) | Bye                   | Diongue W 15-6       | Isola P 9-15          | NQ                  | NQ                                    | NQ                         | 9.                 | [ 258 ] |
| Zhu Mingye                                 | szpada indywidualnie (k) | Bye                   | Hurley W 15-8        | Sun Yiwen br />P 8-15 | NQ                  | NQ                                    | NQ                         | 11.                | [ 258 ] |
| Sun Yiwen Lin Sheng Zhu Mingye Xu Anqi     | szpada drużynowo (k)     | N/A                   | N/A                  | N/A                   | Hongkong · W 44-32  | Korea Południowa · P 29-38            | Włochy · P 21-23           | 4.                 | [ 259 ] |

### Taekwondo
| Zawodnik     | Konkurencja     | 1/8                 | Ćwierćfinał      | Półfinał         | Repesaż           | Finał/3.miejsce       | Finał/3.miejsce | Źródło  |
| Zawodnik     | Konkurencja     | Przeciwnik Wynik    | Przeciwnik Wynik | Przeciwnik Wynik | Przeciwnik Wynik  | Przeciwnik Wynik      | Pozycja         | Źródło  |
| ------------ | --------------- | ------------------- | ---------------- | ---------------- | ----------------- | --------------------- | --------------- | ------- |
| Zhao Shuai   | -68 kg mężczyzn | Sediqi W 22-20      | Pié W 3-8        | Sinden P 33-25   | N/A               | Lee Dae-hoon W' 17-15 | brąz            | [ 260 ] |
| Sun Hongyi   | +80 kg mężczyzn | Cho W 7-4           | Šapina W8-6      | Łarin P 3-30     | N/A               | Alba P 4-5            | 5.              | [ 261 ] |
| Wu Jingyu    | -49 kg kobiet   | Pouryounes W 24-3   | Cerezo P 2-33    | NQ               | Bogdanović P 9-12 | NQ                    | 7.              | [ 262 ] |
| Zhou Lijun   | -57 kg kobiet   | Adamkiewicz W 31-17 | Alizadeh P 8-9   | NQ               | NQ                | NQ                    | 9.              | [ 263 ] |
| Zhang Mengyu | -67 kg kobiet   | Tursunkulova W 12-9 | Gbagbi P 9-21    | NQ               | NQ                | NQ                    | 9.              | [ 264 ] |
| Zheng Shuyin | +67 kg kobiet   | Ávila W 20-1        | Laurin P 6-14    | NQ               | NQ                | NQ                    | 9.              | [ 265 ] |

### Tenis stołowy
| Zawodnik                         | Konkurencja           | Eliminacje       | Runda 1          | Runda 2          | Runda 3            | 1/8 finału          | Ćwierćfinały           | Półfinały                   | Finał              | Finał   | Źródło  |
| Zawodnik                         | Konkurencja           | Przeciwnik Wynik | Przeciwnik Wynik | Przeciwnik Wynik | Przeciwnik Wynik   | Przeciwnik Wynik    | Przeciwnik Wynik       | Przeciwnik Wynik            | Przeciwnik Wynik   | Pozycja | Źródło  |
| -------------------------------- | --------------------- | ---------------- | ---------------- | ---------------- | ------------------ | ------------------- | ---------------------- | --------------------------- | ------------------ | ------- | ------- |
| Ma Long                          | gra pojedyncza (m)    | N/A              | N/A              | N/A              | Kamal W 4-1        | Gauzy W 4-1         | Assar W 4-1            | Ovtcharov W 4-3             | Fan Zhendong W 4-2 | złoto   | [ 266 ] |
| Fan Zhendong                     | gra pojedyncza (m)    | N/A              | N/A              | N/A              | Lebesson W 4-0     | Freitas W 4-1       | Jeoung Young-sik W 4-0 | Lin Yun-ju W 4-3            | Ma Long P 2-4      | srebro  | [ 266 ] |
| Ma Long Fan Zhendong Xu Xin      | turniej drużynowy (m) | N/A              | N/A              | N/A              | N/A                | Egipt · W 3-0       | Francja · W 3-0        | Korea Południowa · W 3-0    | Niemcy · W 3-0     | złoto   | [ 267 ] |
| Chen Meng                        | gra pojedyncza (k)    | N/A              | N/A              | N/A              | Moret W 4-0        | Zhang Mo W 4-1      | Doo Hoi Kem W 4-2      | Yu Mengyu W 4-0             | Sun Yingsha W 4-2  | złoto   | [ 268 ] |
| Sun Yingsha                      | gra pojedyncza (k)    | N/A              | N/A              | N/A              | Xiaoxin Yang W 4-0 | Chen Szu-yu W 4-0   | Han Ying W 4-0         | Itō W 4-0                   | Chen Meng P 2-4    | srebro  | [ 268 ] |
| Chen Meng Sun Yingsha Wang Manyu | turniej drużynowy (k) | N/A              | N/A              | N/A              | N/A                | Austria · W 3-0     | Singapur · W 3-0       | Niemcy · W 3-0              | Japonia · W 3-0    | złoto   | [ 269 ] |
| Xu Xin Liu Shiwen                | turniej mieszany      | N/A              | N/A              | N/A              | N/A                | Wang Zhang Mo W 4-1 | Ionescu Szőcs W 4-0    | Lebesson Jia Nan Yuan W 4-0 | Mizutani Itō P 3-4 | srebro  | [ 270 ] |

### Tenis ziemny
| Zawodnik                   | Konkurencja | Pierwsza runda              | Druga runda                               | Trzecia runda                 | Ćwierćfinały     | Półfinały        | Finał            | Finał   | Źródło  |
| Zawodnik                   | Konkurencja | Przeciwnik Wynik            | Przeciwnik Wynik                          | Przeciwnik Wynik              | Przeciwnik Wynik | Przeciwnik Wynik | Przeciwnik Wynik | Pozycja | Źródło  |
| -------------------------- | ----------- | --------------------------- | ----------------------------------------- | ----------------------------- | ---------------- | ---------------- | ---------------- | ------- | ------- |
| Wang Qiang (tenisistka)    | singiel (k) | Royg W 2-0 (6:4, 6:3)       | Muguruza P 0-2 (3:6, 0:6)                 | NQ                            | NQ               | NQ               | NQ               | 17.     | [ 271 ] |
| Zheng Saisai               | singiel (k) | Ōsaka P 1-2 (6:4, 3:6, 6:7) | NQ                                        | NQ                            | NQ               | NQ               | NQ               | 33.     | [ 271 ] |
| Xu Yifan Yang Zhaoxuan     | debel (k)   | N/A                         | Krunić Stojanović W 2-1 (4:6, 6:4, 18:16) | Barty Hunter P 0-2 (4:6, 4:6) | NQ               | NQ               | NQ               | 9.      | [ 272 ] |
| Duan Yingying Zheng Saisai | debel (k)   | N/A                         | K.Plíšková Vondroušová P 0-2 (2:6, 1:6)   | NQ                            | NQ               | NQ               | NQ               | 17.     | [ 272 ] |

### Triathlon
| Zawodnik       | Konkurencja | Pływanie | Zmiana 1 | Jazda na rowerze | Zmiana 2         | Bieg             | Czas             | Pozycja          | Źródło  |
| -------------- | ----------- | -------- | -------- | ---------------- | ---------------- | ---------------- | ---------------- | ---------------- | ------- |
| Zhong Mengying | kobiety     | 19:53    | 0:45     | okrążenie straty | okrążenie straty | okrążenie straty | okrążenie straty | okrążenie straty | [ 273 ] |

### Wioślarstwo
| Zawodnik                                                                                      | Konkurencja | Eliminacje | Eliminacje | Repasaż | Repasaż | Ćwierćfinały | Ćwierćfinały | Półfinały | Półfinały       | Finał           | Finał      | Miejsce | Źródło  |
| Zawodnik                                                                                      | Konkurencja | Czas       | M.         | Czas    | M.      | Czas         | M.           | Czas      | M.              | Czas            | M.         | Miejsce | Źródło  |
| --------------------------------------------------------------------------------------------- | ----------- | ---------- | ---------- | ------- | ------- | ------------ | ------------ | --------- | --------------- | --------------- | ---------- | ------- | ------- |
| Liu Zhiyu Zhang Liang                                                                         | M2x         | 6:11,55    | 2.         | N/A     | N/A     | N/A          | N/A          | 6:23,11   | 2.              | 6:03,63 Finał A | 3.         | brąz    | [ 274 ] |
| Yi Xudi Zang Ha Liu Dang Zhang Quan                                                           | M4x         | 5:43,44    | 4.         | 5:56,86 | 3.      | N/A          | N/A          | N/A       | N/A             | 5:46,07         | 1. Finał B | 7.      | [ 275 ] |
| Jiang Yan                                                                                     | W1x         | 7:53,14    | 2.         | N/A     | N/A     | 8:00,01      | 3.           | 7:27,30   | 3. Półfinał A/B | 7:21,33         | 6. Finał A | 6.      | [ 276 ] |
| Shen Shuangmei                                                                                | W2x         | 7:03,78    | 4.         | 7:21,93 | 4.      | NQ           | NQ           | NQ        | NQ              | NQ              | NQ         | 13.     | [ 277 ] |
| Huang Kaifeng Liu Jinchao                                                                     | W2-         | 7:45,55    | 4.         | 7:45,17 | 4.      | NQ           | NQ           | NQ        | NQ              | NQ              | NQ         | 13.     | [ 278 ] |
| Chen Yunxia Zhang Ling Lü Yang Cui Xiaotong                                                   | W4x         | 6:14,32    | 1.         | N/A     | N/A     | N/A          | N/A          | N/A       | N/A             | 6:05,13         | 1. Finał A | złoto   | [ 279 ] |
| Lin Xinyu Wang Fei Qin Miaomiao Lu Shiyu                                                      | W4-         | 6:38,54    | 2.         | N/A     | N/A     | N/A          | N/A          | N/A       | N/A             | 6:25,13         | 5. Finał A | 5.      | [ 280 ] |
| Wang Zifeng Wang Yuwei Xu Fei Miao Tian Zhang Min Ju Rui Li Jingjing Guo Linlin Zhang Dechang | W8x         | 6:10,77    | 3.         | 5:55,69 | 3.      | N/A          | N/A          | N/A       | N/A             | 6:01,21         | 3. Finał A | brąz    | [ 281 ] |

### Wspinaczka sportowa
| Zawodnik    | Konkurencja | Kwalifikacje           | Kwalifikacje | Kwalifikacje | Kwalifikacje | Kwalifikacje | Finał                  | Finał      | Finał       | Finał  | Pozycja | Źródło          |
| Zawodnik    | Konkurencja | Wyniki                 | Wyniki       | Wyniki       | Punkty       | Miejsce      | Wyniki                 | Wyniki     | Wyniki      | Punkty | Pozycja | Źródło          |
| Zawodnik    | Konkurencja | Wspinaczka na szybkość | Bouldering   | Prowadzenie  | Punkty       | Miejsce      | Wspinaczka na szybkość | Bouldering | Prowadzenie | Punkty | Pozycja | Źródło          |
| ----------- | ----------- | ---------------------- | ------------ | ------------ | ------------ | ------------ | ---------------------- | ---------- | ----------- | ------ | ------- | --------------- |
| Pan Yufei   | mężczyźni   | 20                     | 8            | 7            | 1120         | 14.          | NQ                     | NQ         | NQ          | NQ     | 14.     | [ 282 ] [ 283 ] |
| Song Yiling | kobiety     | 3                      | 19           | 18           | 1026         | 12.          | NQ                     | NQ         | NQ          | NQ     | 12.     | [ 282 ] [ 284 ] |

### Zapasy
| Zawodnik        | Konkurencja                    | 1/16             | 1/8               | Ćwierćfinał         | Półfinał           | Repesaż 1          | Finał            | Finał   | Źródło  |
| Zawodnik        | Konkurencja                    | Przeciwnik Wynik | Przeciwnik Wynik  | Przeciwnik Wynik    | Przeciwnik Wynik   | Przeciwnik Wynik   | Przeciwnik Wynik | Pozycja | Źródło  |
| --------------- | ------------------------------ | ---------------- | ----------------- | ------------------- | ------------------ | ------------------ | ---------------- | ------- | ------- |
| Walihan Sailike | -60 kg mężczyzn styl klasyczny | N/A              | Kinsinger W 1-1   | Fumita P 1-1        | NQ                 | Fergat W 6-1       | Tiemirow W 1-1   | brąz    | [ 285 ] |
| Peng Fei        | -87 kg mężczyzn styl klasyczny | N/A              | Sidazara P 1-11   | NQ                  | NQ                 | NQ                 | NQ               | 16.     | [ 286 ] |
| Liu Minghu      | -57 kg mężczyzn styl wolny     | N/A              | Abdullayev P 2-10 | NQ                  | NQ                 | NQ                 | NQ               | 12.     | [ 287 ] |
| Lin Zushen      | -86 kg mężczyzn styl wolny     | N/A              | Ambrocio W 11-0   | Punia P 3-6         | NQ                 | NQ                 | NQ               | 7.      | [ 288 ] |
| Deng Zhiwei     | -125 kg mężczyzn styl wolny    | N/A              | Kozyriew W 4-1    | Petriaszwili P 2-5  | NQ                 | Kamal Dżauda W 7-2 | Zare P 0-5       | 5.      | [ 289 ] |
| Sun Yanan       | -50 kg kobiet styl wolny       | N/A              | Guzmán W 8-2      | Liwacz W 7-3        | Hildebrandt W 10-7 | N/A                | Susaki P 0-10    | srebro  | [ 290 ] |
| Pang Qianyu     | -53 kg kobiet styl wolny       | N/A              | Hérin P 1-12      | Winchester W 6-2    | Kaładzinska W 2-2  | N/A                | Mukaida P 4-5    | srebro  | [ 291 ] |
| Rong Ningning   | -57 kg kobiet styl wolny       | N/A              | Maroulis P 4-8    | NQ                  | NQ                 | NQ                 | NQ               | 10.     | [ 292 ] |
| Long Jia        | -62 kg kobiet styl wolny       | N/A              | Miracle W 3-2     | Koladenko P 0-4     | NQ                 | NQ                 | NQ               | 9.      | [ 293 ] |
| Zhou Feng       | -68 kg kobiet styl wolny       | N/A              | Sánchez W 13-2    | Mensah P 0-10       | NQ                 | Doshō P 2-7        | NQ               | 7.      | [ 294 ] |
| Zhou Qian       | -76 kg kobiet styl wolny       | N/A              | Belinśka W 4-3    | Rotter-Focken P 3-8 | NQ                 | Marzaluk W 1-2     | Minagawa W 2-0   | brąz    | [ 295 ] |

### Żeglarstwo
| Zawodnik                | Konkurencja  | Wyścig | Wyścig | Wyścig | Wyścig | Wyścig | Wyścig | Wyścig | Wyścig | Wyścig | Wyścig | Wyścig | Wyścig | Wyścig | Punkty | Finałowa pozycja | Źródło  |
| Zawodnik                | Konkurencja  | 1      | 2      | 3      | 4      | 5      | 6      | 7      | 8      | 9      | 10     | 11     | 12     | M*     | Punkty | Finałowa pozycja | Źródło  |
| ----------------------- | ------------ | ------ | ------ | ------ | ------ | ------ | ------ | ------ | ------ | ------ | ------ | ------ | ------ | ------ | ------ | ---------------- | ------- |
| Zhang Dongshuang        | Laser Radial | 31     | 33     | 30     | 7      | 27     | 20     | 45 BFD | 28     | 6      | 6      | N/A    | N/A    | NQ     | 188    | 24.              | [ 296 ] |
| Chen Shasha Jin Ye      | 49erFX       | 20     | 19     | 17     | 22 DNF | 22 DNS | 14     | 22 DSQ | 22 DSQ | 22 DSQ | 2      | 10     | 1      | NQ     | 171    | 19.              | [ 297 ] |
| Wei Mengxi Gao Haiyan   | 470 (k)      | 9      | 15     | 16     | 14     | 22 DSQ | 18     | 11     | 15     | 14     | 17     | N/A    | N/A    | NQ     | 129    | 18.              | [ 298 ] |
| Yunxiu Lu               | RS:X         | 2      | 9      | 25     | 2      | 2      | 1      | 4      | 2      | 1      | 2      | 3      | 2      | 6      | 36     | złoto            | [ 299 ] |
| He Chen                 | Finn         | 16     | 14     | 14     | 17     | 16     | 15     | 9      | 14     | 15     | 11     | N/A    | N/A    | NQ     | 124    | 15.              | [ 300 ] |
| Xu Zangjun Wang Yang    | 470 (m)      | 15     | 11     | 13     | 8      | 11     | 14     | 4      | 15     | 14     | 5      | N/A    | N/A    | NQ     | 95     | 13.              | [ 301 ] |
| Kun Bi                  | RS:X         | 7      | 9      | 16     | 4      | 13     | 26 DSQ | 1      | 3      | 2      | 4      | 2      | 6      | 8      | 75     | brąz             | [ 302 ] |
| Yang Xuezhe Hu Xiaoxiao | Nacra 17     | 13     | 19     | 14     | 15     | 16     | 15     | 16     | 20     | 16     | 14     | 14     | 15     | NQ     | 167    | 16.              | [ 303 ] |

M – Wyścig medalowy